# Campania din Balcani (Primul Război Mondial)
Campania din Balcani a avut loc în timpul Primului Război Mondial (28 iulie 1914 — 29 septembrie 1918); acțiunile de pe acest teatru de luptă s-au desfășurat în Peninsula Balcanică, inclusiv România.
Pe fronturile din Balcani s-au confruntat forțele Antantei (sârbe, muntenegrene, elene, franceze, britanice, italiene, române și ruse) cu cele ale Puterilor Centrale (austro-ungare, germane, otomane și bulgare).
Luptele din Balcani pot fi împărțite în mai multe campanii: Campania din Serbia (iulie 1914 – noiembrie 1915), Campania din Muntenegru (ianuarie 1916), Campania din Macedonia (noiembrie 1915 - septembrie 1918) și Campania din România (august 1916 - decembrie 1917). În istoriografia rusă, Campania din România este considerată ca parte a luptelor de pe frontul de răsărit, în timp ce istoricii occidentali o încadrează ca parte a luptelor din Balcani.
Frontul din Balcani a acoperit un teritoriu foarte mare din Peninsula Balcanică. S-au dus lupte pe teritoriile Serbiei, Muntenegrului, Greciei, Albaniei, Bulgariei și României.
Luptele în Balcani au început odată cu declarația de război a Austro-Ungariei împotriva Regatului Serbiei și Muntenegrului. Campania trupelor austro-ungare din 1914 s-a dovedit un eșec, ele nereușind să înfrângă rezistența trupelor sârbești. Spre sfârșitul anului 1914, frontul din Balcani se stabilizase, transformându-se într-un război de tranșee. În toamna anului 1915, forțele combinate germano-austriece au atacat cu putere armata sârbă epuizată după luptele grele de până atunci. În plus, alături de armatele austro-ungare și germane intraseră în luptă ca aliați și forțele bulgare, care au declanșat o ofensivă împotriva Serbiei dinspre est. În acest timp însă, la Salonic fuseseră debarcate trupe anglo-franceze. Trupele sârbe au fost nevoite să se retragă în Albania, de unde au fost evacuate pe insula Corfu. După ocuparea completă a Serbiei și Muntenegrului de către Puterile Centrale, trupele sârbe și muntenegrene s-au alăturat celor ale Antantei din Salonic, care au deschis luptele pe un nou front, frontul din Macedonia.
În august 1916, după o serie de succese inițiale pe frontul din Transilvania, deschis la intrarea României în război de partea Antantei, armata română a fost zdrobită de o ofensivă comună austro-germano-bulgară și cea mai mare parte a teritoriului țării a fost ocupat.
Până în septembrie 1918, luptele de pe frontul din Macedonia au avut o intensitate scăzută, pentru ca după această dată, forțele aliate engleze, franceze, sârbe și elene (Grecia intrase în război de partea Aliaților în 1917) reușind să înfrângă Bulgaria. Bulgaria a cerut armistițiul pe 29 septembrie același an.

## Perioada antebelică

### Cauzele Primului Război Mondial în Balcani
Peninsula Balcanică a fost denumită și „butoiul cu pulbere al Europei”. Balcanii au fost cuceriți în secolul al XV-lea de Imperiul Otoman, iar popoarele din regiune au trebuit să îndure jugul turcesc pentru mai multe sute de ani. Cu timpul, o dată cu dezvoltarea Imperiului Austriac (Austro-Ungar) multinațional au devenit manifeste și dorințele hegemonice ale acestuia în regiune. Popoarele supuse din Balcani au declanșat o serie de războaie de eliberare națională.
La mijlocul secolului al XIX-lea, în regiune au început să se formeze statele independente moderne – Grecia, Serbia, România și Bulgaria. După obținerea independenței, statele nou formate au trebuit să facă față unui nou inamic, Imperiul Austro-Ungar, care încerca să atragă Balcanii în sfera lui de influență.
Unele dintre aceste state au încercat să-și asigure apărarea independenței prin alianțe precum a fost Liga Balcanică, sprijinită în mod activ și de Imperiul Rus, dornic de a influența politic evenimentele din regiune. Membrii Ligii Balcanice au fost Bulgaria, Grecia, Serbia și Muntenegru. Ei doreau recuperarea teritoriilor Imperiului Otoman (turcesc) locuite de sârbi, bulgari, greci și chiar alungarea turcilor din Balcani. Cu toate că făceau parte din ligă, bulgarii au început să se îndepărteze treptat de aliații lor. 

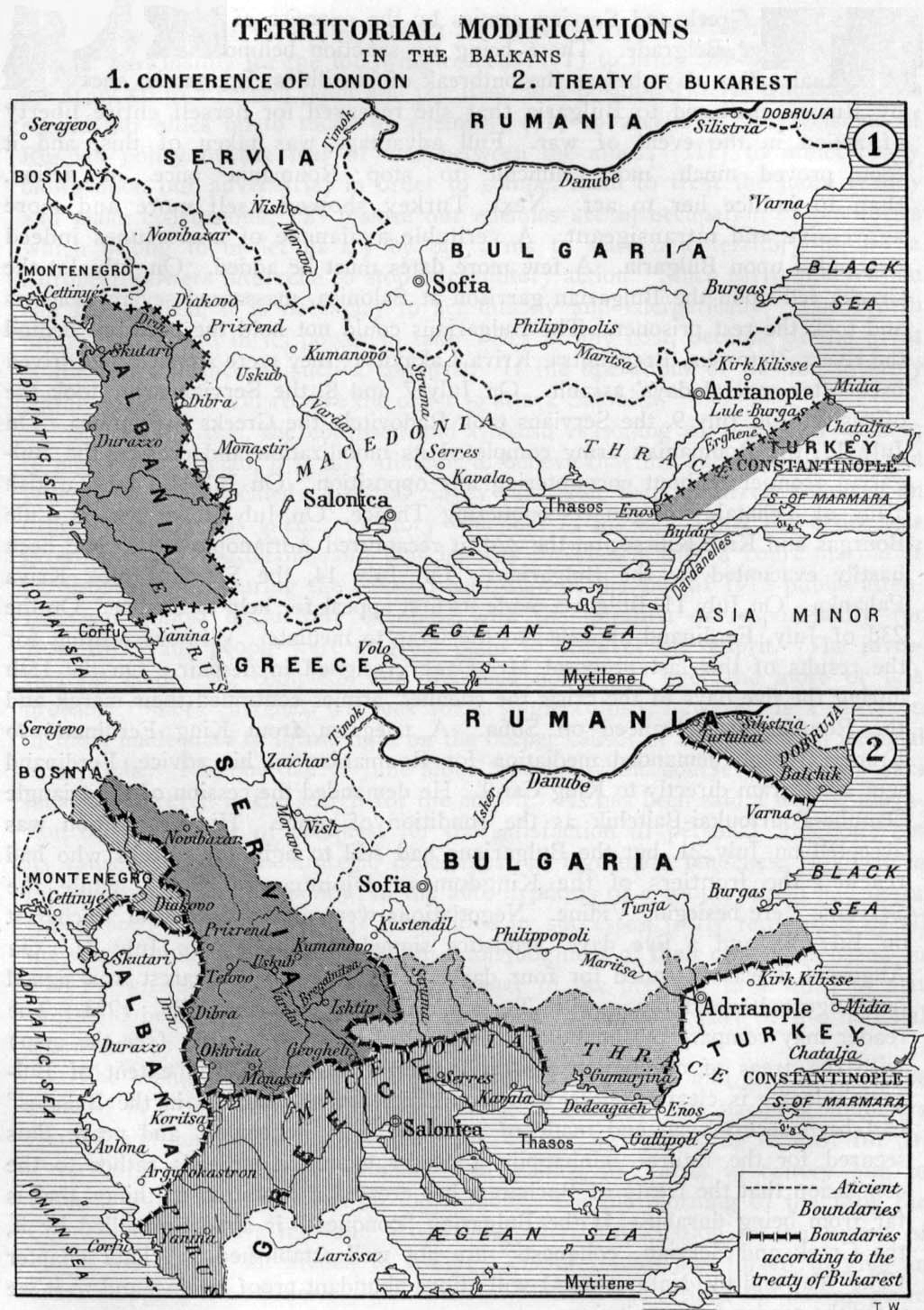
Granițele statelor balcanice după primele două războaie balcanice 1912-1913

Țările balcanice sperau să poată să-și lărgească teritoriile naționale în detrimentul Imperiului Otoman. Regatul Bulgariei a încercat să cucerească tot răsăritul Balcanilor. Regatul Serbiei dorea să cucerească o ieșire la Marea Adriatică, să ocupe Macedonia și Albania. Regatul Muntenegrului dorea cucerirea mai multor porturi aflate încă sub stăpânirea turcă și a Sandžakului. La rândul lui, Regatul Greciei dorea să-și extindă teritoriul în dauna Turciei.
Conflictele dintre țările balcanice aveau să devină acute, ducând la izbucnirea unui război antiturc, în timpul căreia Liga Balcanică a reușit să învingă Imperiul Otoman. Toate posesiunile europene ale Turciei, cu excepția Istanbulului și zonei adiacente, au trecut sub controlul învingătorilor.
Victoria nu a însemnat însă sfârșitul conflictelor în regiune. Puterile învingătoare își disputau teritoriile nou cucerite. Astfel, Serbia și Bulgaria au intrat în conflict pentru Macedonia, Grecia și Bulgaria pentru Tracia, în timp ce România avea pretenții teritoriale asupra Cadrilaterului. Aceste contradicții s-au dezvoltat rapid, ducând la izbucnirea celui de-al doilea război balcanic, în care Serbia, Grecia, România, Muntenegru și Turcia s-au aliat împotriva Bulgariei, pe care au înfrânt-o rapid.
În urma celui de-al doilea război balcanic, Macedonia a fost împărțită între Grecia și Serbia, Turciei i-a fost retrocedată o mică parte a posesiunilor ei europene, iar România a ocupat Cadrilaterul.
În 1908–1909 avea să apară așa-numita „Criză bosniacă”, în timpul căreia Imperiul Austro-Ungar, sprijinit de Imperiul German, avea să-și manifeste dorința pentru afirmarea hegemoniei în regiune, ocupând, iar mai apoi anexând Bosnia și Herțegovina. Ocuparea acestei regiuni reprezenta pentru Serbia un atac împotriva intereselor ei. În primul rând, Bosnia și Herțegovina, cu o numeroasă populație sârbă, reprezenta un teritoriu a cărei ocupare ar fi asigurat mult-dorita ieșire la Marea Adriatică. În al doilea rând, guvernul de la Belgrad se temea că anexarea de către Austro-Ungaria a Bosniei și Herțegovinei nu este decât o etapă intermediară, premergătoare ocupării Serbiei înseși.
Austro-Ungaria a știut cum să acționeze ca să obțină recunoașterea internațională a anexării Bosniei. Imperiul Rus, acționând cu prudență în fața alianței dintre Germania și Austria, a recunoscut fără entuziasm anexarea de către Viena a Bosniei-Herțegovina. Serbia, aliat al Rusiei, a fost de asemenea nevoită să recunoască anexarea. Această înfrângere pe plan diplomatic a fost greu digerată la Belgrad și Sankt Petersburg. Sârbii au avut însă o atitudine diferită de guvernul de la Belgrad. Astfel au început să apară organizații clandestine precum Mâna Neagră, care luptau pentru unirea Bosniei cu Serbia.
În același timp, și Viena se temea că ar fi putut pierde în favoarea Regatului Serbiei provinciile Voivodina și Bosnia, cu o populație sârbă importantă. Pozițiile politice ale radicalilor naționaliști erau întărite după anexările teritoriale datorate victoriilor în războaiele balcanice. În cadrul armatei și administrației sârbe existau numeroși activiști ai organizației „Mâna Neagră” plasați în funcții importante. Organizația secretă era sprijinită de personalități de la cele mai înalte niveluri din guvernul sârb. „Mâna Neagră” acționa pe teritoriul Austro-Ungariei pentru destabilizarea situației politice din teritoriile locuite de slavi. În 1913, trupele sârbe au intrat în Albania, agravând și mai mult tensiunile din Balcani. Serbia a fost obligată să se retragă ca urmare a presiunilor internaționale, iar criza din Albania a fost folosită de diplomația de la Viena pentru prezentarea Belgradului ca potențial agresor și inamic al păcii și pentru o eventuală declarație de război.
Astfel, rivalitatea dintre Serbia și Austro-Ungaria pentru controlul asupra teritoriilor locuite de slavii sudici a fost motivul principal pentru izbucnirea războiului.

### Atentatul de la Sarajevo
Sârbii nu s-au împăcat nicio clipă cu ideea anexării Bosniei și Herțegovinei de către Austria. În Serbia au început să apară organizații clandestine naționaliste, care aveau ca obiectiv principal eliberarea Bosniei de sub dominația austriacă. Cea mai puternică și bine organizată grupare clandestină sârbă a fost Mâna Neagră, care însă milita și pentru unirea Bosniei cu Serbia, ca și organizația Mlada Bosna (Tânăra Bosnie).

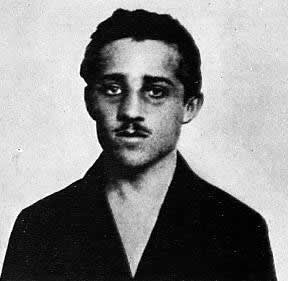
Gavrilo Princip

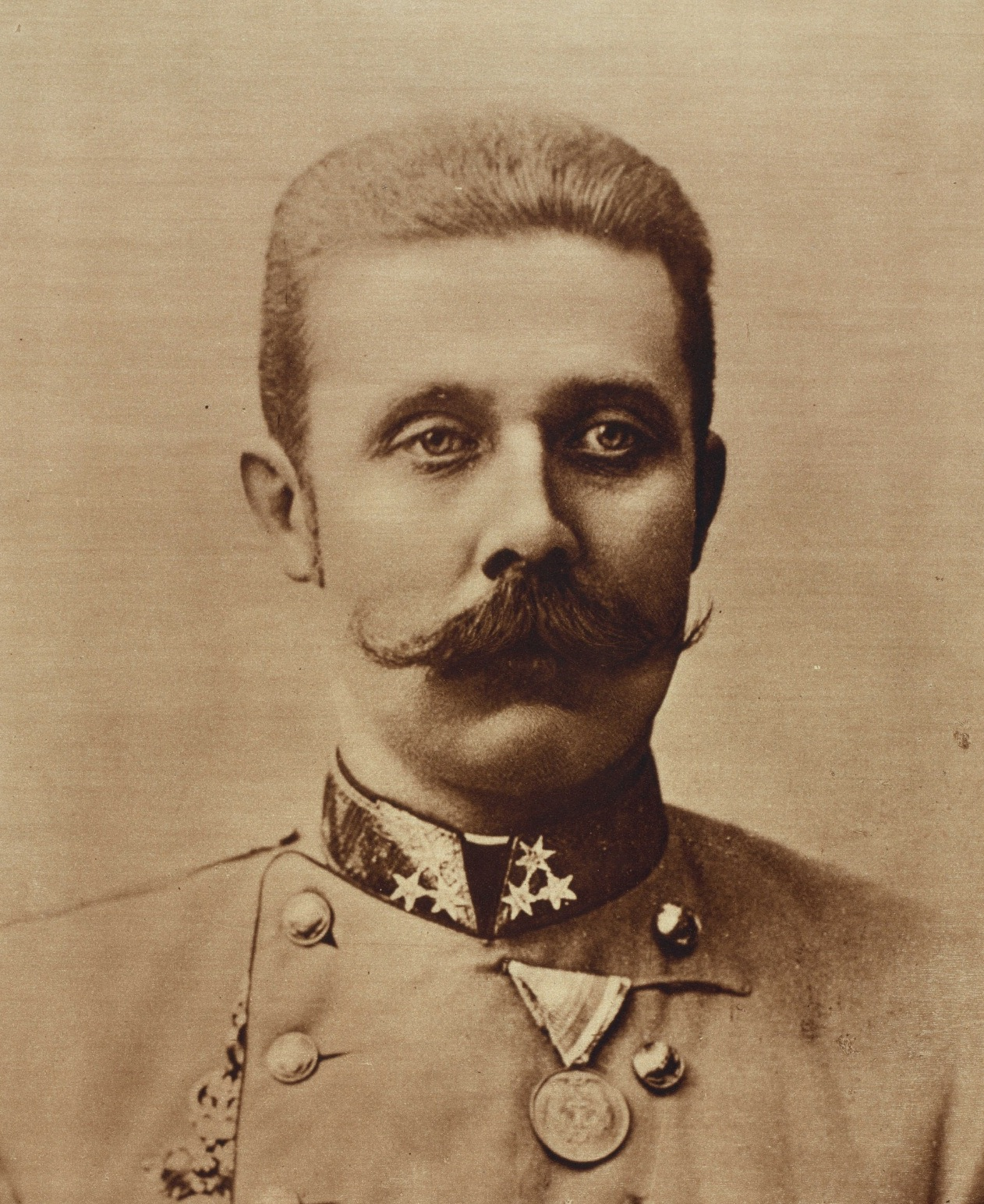
Arhiducele Franz Ferdinand al Austriei

La sfârșitul lunii iunie 1914, moștenitorul tronului austro-ungar, Arhiducele Franz Ferdinand, împreună cu soția sa, Sophie Chotek, au sosit într-o vizită la Sarajevo, principalul oraș al Bosniei. Ferdinand era considerat un sprijinitor al ideii „triplei monarhii” austro-ungaro-slave. Apariția unui al treilea regat slav ar fi reprezentat o amenințare politică majoră pentru Serbia, care își arogase rolul de portdrapel al luptei de emancipare a slavilor de sud.
Militanții organizației naționaliste Mlada Bosna au luat în calcul organizarea unui atentat la Sarajevo pentru uciderea arhiducelui Ferdinand. Atentatul a fost planificat de șase conspiratori.
Pe 28 iunie 1914, Franz Ferdinand a sosit la Sarajevo cu trenul, la invitația generalului Oskar Potiorek, guvernatorul Bosniei și Herțegovinei. De la gară, cele șase automobile ale cortegiului arhiducelui s-au îndreptat spre centrul orașului. Atentatorii s-au poziționat de-a lungul traseului cortegiului oficial. Nedeljko Čabrinović a aruncat o grenadă spre mașina arhiducelui, dar a ratat ținta, și a fost arestat de poliție. Se părea că atentatul a eșuat. După ce Franz Ferdinand a ținut un discurs la primărie, el și-a exprimat dorința de a-i vizita la spital pe răniții atentatului eșuat. Deși Potiorek a hotărât ca mașina arhiducelui să urmeze un traseu ocolit, dintr-un motiv care mai este încă subiect de dezbatere, șoferul a urmat altă rută, ducându-i pe arhiduce și pe soția sa în dreptul atentatorului Princip. Gavrilo Princip a alergat spre mașină și a deschis focul, mai întâi asupra soției arhiducelui, iar mai apoi asupra lui Franz Ferdinand. După atac, Princip a încercat să se otrăvească și, cum otrava nu și-a făcut efectul, să se împuște, dar a fost capturat viu.
Imediat după asasinarea arhiducelui la Sarajevo au avut loc în Austro-Ungaria atacuri împotriva sârbilor. Toți cei șase conspiratori au fost arestați. Unul dintre ei a declarat în timpul anchetei că grenadele și armele au fost furnizate de guvernul de la Belgrad. Această declarație a fost folosită de autoritățile austriece ca să acuze Serbia că a sprijinit teroriștii.

### Criza din iulie
Încă din 1913, Austro-Ungaria a încercat să atace Serbia pentru a îndepărta principala amenințare la adresa supremației Vienei în Balcani, dar până în acel moment nu avusese nicio bază legală. Motivul perfect pentru declarația de război a fost oferit de asasinarea arhiducelui Franz Ferdinand.
A doua zi după producerea atentatului, ministrul de externe austriac, contele Leopold Berchtold, i-a scris premierului István Tisza, informâdu-l despre intenția de a folosi „crima de la Sarajevo pentru reglarea conturilor cu Serbia”. În același timp, împăratul Austriei Franz Josef I a primit asigurări din partea împăratului Germaniei Wilhelm al II-lea cu privire la sprijinul Berlinului în conflictul cu Serbia. Guvernul austriac a luat hotărârea finală în ceea ce privește conflictul cu Serbia pe 19 iulie.
Pe 23 iulie, Austro-Ungaria a remis Serbiei un ultimatum în zece puncte. Punctul cinci al ultimatumului prevedea ca Belgradul să permită organelor de forță austriece să desfășoare acțiuni de suprimare a oricăror activități antiaustriece. Respectarea acestui punct de către sârbi ar fi dus la o încălcare gravă a suveranității și constituției statului sârb. Ultimatumul avea prevederi care nu puteau fi acceptate de niciun stat suveran. Guvernul austro-ungar de la Viena căuta astfel cu orice chip să obțină un motiv de război.
Guvernul sârb a acceptat nouă dintre punctele ultimatumului, mai puțin punctul cinci. Neacceptarea acestui punct a fost interpretată de austrieci ca o respingere a ultimatumului în întregime. Personalul diplomatic austro-ungar a părăsit Belgradul. Imperiul Rus a încercat să aducă partea austriacă la masa tratativelor, urmând să se poarte negocieri pe baza răspunsului părții sârbe. Regatul Unit, Franța și Italia au propus Vienei ca diferendul să fie discutat în cadrul unei conferințe a Marilor Puteri Europene. Austriecii au refuzat categoric orice negociere. Prințul-regent al Serbiei, Alexandru I a cerut sprijinul împăratului Rusiei Nicolae al II-lea, care declarase public că nu va părăsi Serbia la greu.
După respingerea tuturor propunerilor de pace, Austro-Ungaria a declarat război Serbiei pe 28 iulie 1914. Pe 31 iulie, Franz Josef a semnat decretul de mobilizare generală în Austro-Ungaria. Pe 29 iulie, Nicolae al II-lea ordonase mobilizarea generală în Rusia. A doua zi, Germania a cerut oprirea pregătirilor de război ale Rusiei, iar țarul a făcut o ultimă încercare pentru oprirea războiului, dar propunerile Sankt Petersburgului pentru reluarea negocierilor de pace au fost respinse categoric de austrieci.
Pe 1 august 1914, Imperiul German a declarat război Imperiului Rus. Două zile mai târziu, Franța a declarat război Germaniei, urmată pe 4 august de Regatul Unit. Începuse Primul Război Mondial.

## Caracteristicile teatrului balcanic de luptă
Teatrul balcanic de război se întindea pe teritoriile Muntenegrului, Albaniei, Serbiei și anumite regiuni ale Bulgariei și Greciei. În nord, frontul se întindea de-a lungul râurilor Sava și Dunăre, în est șerpuia din dreptul orașului Lom-Palanka spre Sofia și Kavala, în sud de la Kavala, de-a lungul țărmului Mării Egee până la Salonic, iar în vest era teatrul de luptă din Marea Adriatică. Fronturile se întindeau pe aproximativ 400 km lungime și o adâncime de 300 km.
Cea mai mare parte a acestui teritoriu era muntos, iar câmpiile se întindeau doar de-a lungul văilor râurilor și în zona litorală. În regiunea nordică a teatrului de luptă s-au dus lupte în zone muntoase de până la 2.600 m altitudine. În zona centrală a frontului aflat pe teritoriul Serbiei, altitudinea la care s-au dus lupte a fost între 1.000 și 1.500 m. La vest de Sofia, Balcanii ajung la înălțimi de 2.400 m.
Armata sârbă a putut să folosească în favoarea ei configurația terenului, pe frontul cu austro-ungarii, sau pe cel cu bulgarii. O serie de lanțuri deluroase formate de-a lungul râurilor Drina sau Timok le-a permis sârbilor să-și organizeze foarte eficient apărarea. Cele mai greu accesibile sectoare ale frontului au fost cele de est și, respectiv, de vest. De aceea, luptele principale s-au purtat pe direcția centrală, spre Belgrad, și în sud spre Salonic.
Cele mai importante cursuri de apă ale frontului balcanic au fost Dunărea și afluenții săi Drina și Sava. Dunărea are în dreptul Belgradului o lățime între 1,5 și 1,9 km, cu o adâncime de până la 14 m. Din acest motiv, forțarea cursului Dunării sau Savei era foarte dificilă, iar în același timp, defensiva putea fi organizată foarte eficient pe o distanță de aproape 400 km. Râurile mai mici se intersectau în regiunea centrală a frontului: Velika Morava, Vardar și Struma.
Combinația unei multitudini de factori — terenul muntos, numărul redus de căi de comunicație, problemele de aprovizionare, criza de muniție — au făcut ca operațiunile militare să se desfășoare în condiții foarte grele. În afară de regiunile litorale ale Mării Egee, era nevoie pe toate fronturile de soldați specializați în lupta montană. Ca urmare a sărăciei regiunii, trupele au fost nevoite să-și aducă proviziile de la mari distanțe. Pe de alte parte, Serbia nu avea o industrie de apărare bine dezvoltată și depindea din acest motiv de aliați. Guvernul sârb a cerut Antantei de-a lungul întregului război să fie aprovizionat cu armament, muniție, medicamente și alte echipamente militare.

## Forțele armate și planurile de luptă

### Efective militare
Аustro-Ungaria

Austro-Ungaria a mobilizat împotriva Serbiei 239 de batalioane, 37 de escadroane, 516 piese de artilerie și 392 de mitraliere. Comandatul acestui front a fost numit generalul Potiorek.
- Armata a 2-a – a fost plasată de-a lungul râurilor Sava și Dunărea. Participarea ei la această campanie a fost nesemnificativă și a fost transferată în Galiția.
- Armata a 5-a – a fost plasată pe malul stâng al Drinei până la confluența cu Sava. Armata a avut efective de 80.000 de oameni.
- Armata a 6-a – a fost plasată în Bosnia, între Sarajevo și granița cu Serbia. A avut efective de 60.000 de oameni.[18]

Serbia

Serbia a desfășurat în teren patru armate, cu efective de 247.000 de soldați și 610 piese de artilerie (din care 40 de tunuri grele; 180 de piese de artilerie erau modele învechite). Comandantul suprem al armatei a fost numit prințul regent Alexandru I, dar comanda efectivă era exercitată de șeful Marelui Stat Major, generalul Radomir Putnik. 
- Armata I – a fost concentrată în raioanele Palanka, Pacea și Topola.
- Armata a 2-a – armată mobilă, concentrată zona capitalei, Belgrad.
- Armata a 3-a – armată mobilă, concentrată în regiunea Valevo.
- Armata a 4-a – asigura apărarea cursului superior al Moravei și asigura legătura cu forțele muntenegrene.[19]

Muntenegru

Muntenegru a mobilizat șase divizii, adică între 45.000 și 60.000 de oameni, 100 de piese de artilerie de câmp și 100 pentru lupta montană. Comandantul suprem al armatei a fost regele Nikola I.

### Planurile de luptă și dispunerea în teren
Planurile austro-ungare de luptă împotriva Serbiei prevedeau desfășurarea a trei armate. Cele trei armate trebuiau să invadeze Serbia și Muntenegru și să învăluiască armata sârbă pe flancuri. În același timp, Înaltul Comandament german a cerut austro-ungarilor să-și concentreze principalele forțe în Galiția, împotriva armatelor ruse. Pentru a răspunde acestei solicitări, austro-ungarii au început mutarea în grabă a Armatei a 2-a (~190.000 de soldați) în Galiția.

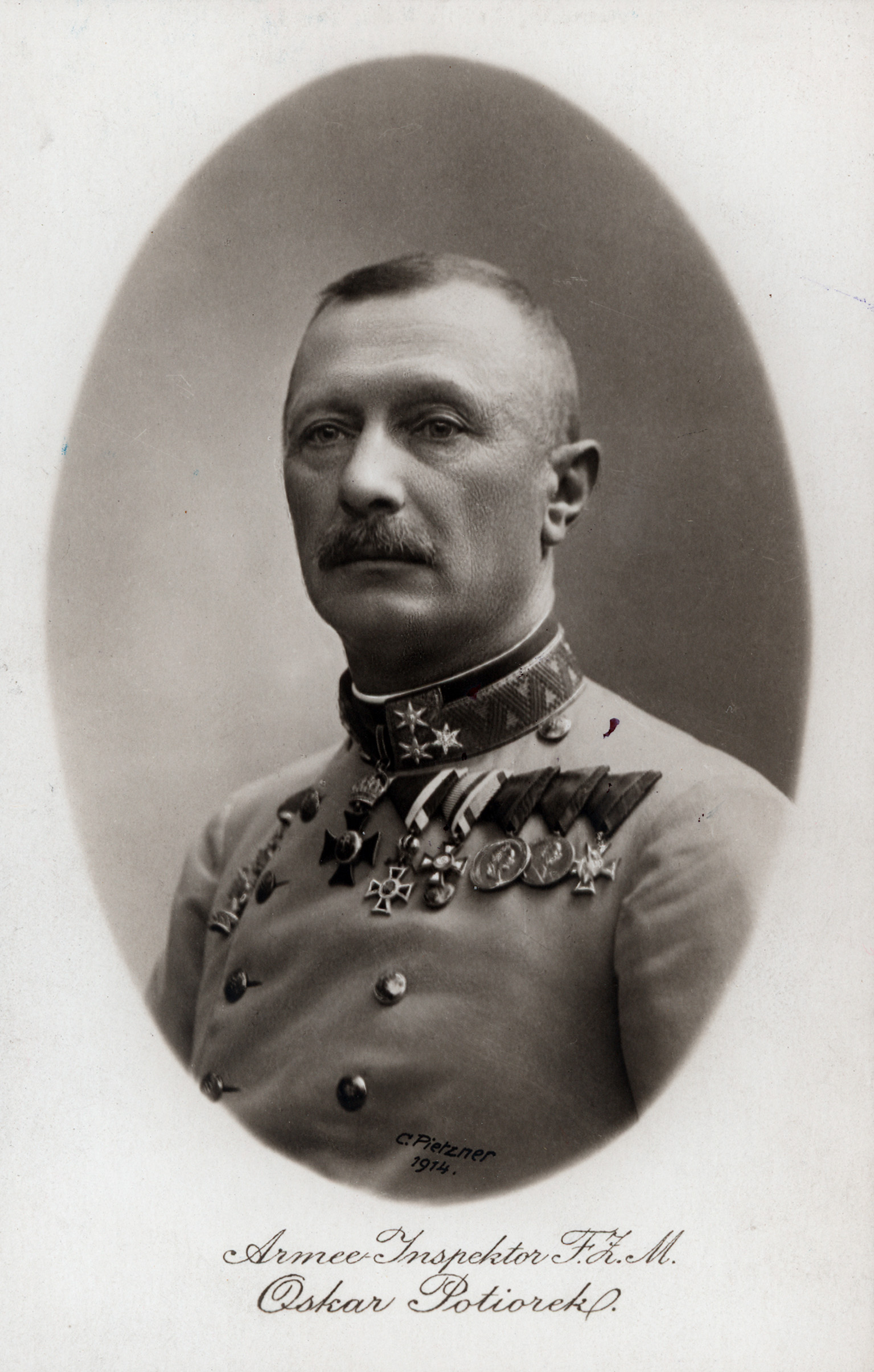
Comandantul forțelor austro-ungare, generalul Oskar Potiorek

Din acest motiv, comandantul forțelor austro-ungare, generalul Oskar Potiorek a primit un nou plan ofensiv împotriva Serbiei și Muntenegrului. Corpul al 7-lea plasat pe cursul inferior al Savei avea numai sarcini de diversiune. Atacul decisiv trebuia dat pe cursul Drinei de corpurile de armată 4 și 13 și de o parte a corpurilor 15 și 16. Restul corpurilor 15 și 16 trebuiau să atace armata muntenegreană. Corpul al 9-lea urma să fie păstrat în rezervă. Comandamentul austriac se baza pe densa rețea de căi ferate din Banat pentru atacarea cu succes a Belgradului, după care plănuia înaintarea în adâncimea teritoriului Serbiei pe văile râurilor Kolubara și Morava, cu obiectivul final al cuceririi regiunii întărite din centrul țării, Kragujevac. Problema acestui plan era faptul că armata austro-ungară era obligată să forțeze cursurile unor râuri mari: Dunărea și Sava. O a doua versiune a planului, care prevedea un atac pe direcția râului Drina era mai ușor de pus în practică. În cazul punerii în aplicare a acestei a doua versiuni, austriecii își puteau apăra mai bine flancurile și diminuau riscurile epuizării atacului. Pe de altă parte, pe această direcție a atacului exista un număr redus de drumuri și de localități montane, ceea ce era un avantaj pentru defensiva sârbă.

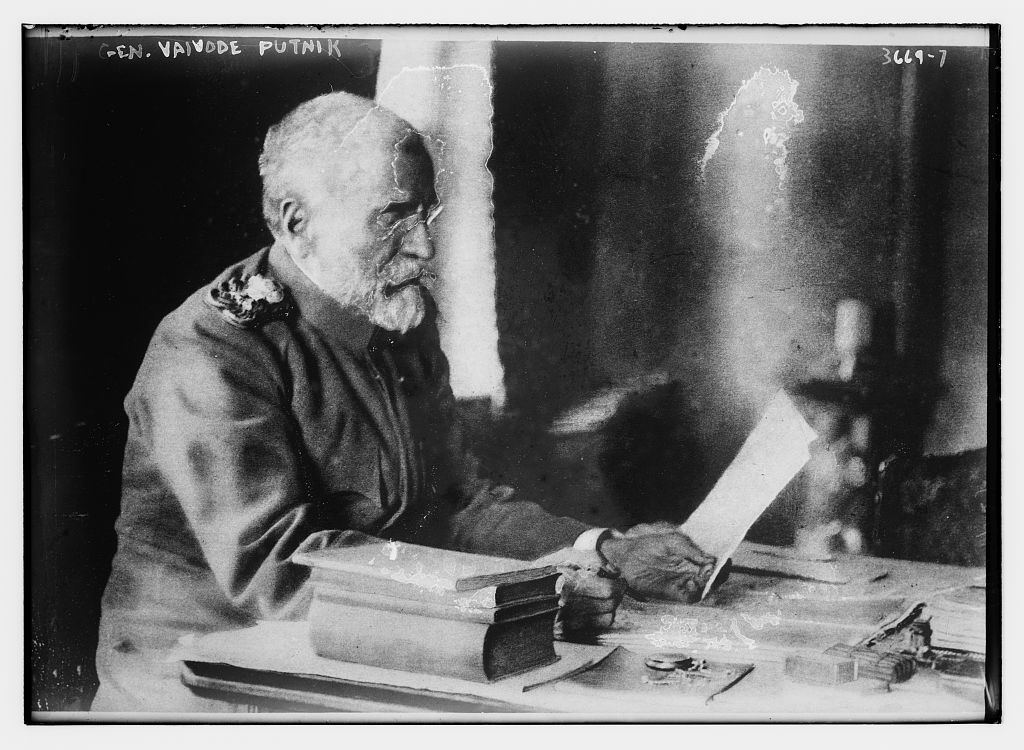
Comandantul forțelor sârbe, mareșalul Radomir Putnik

După încheierea războaielor balcanice, forțele armate ale Serbiei fuseseră complet reorganizate. Numărul de divizii fusese mărit de la 5 la 10. În armata terestră, diviziile nu erau numerotate, ci primeau numele regiunii de origine. Cele cinci divizii vechi purtau numele Moravia, Šumadija, Dunav, Timok și Drina. După victoria din Războaiele balcanice, teritoriile nou alipite la Serbia au dat numele a cinci regimente: Kosovo, Vardar, Ibar, Bregalnica și Monastir. La izbucnirea războiului, Serbia a putut mobiliza 12 divizii de infanterie și una de cavalerie, care formau patru armate. Sârbii aveau două versiuni de plan de luptă împotriva Austro-Ungariei, funcție de existența sau inexistența unei alianțe cu Rusia.
Sârbii și-au plasat armatele astfel: Armata 1 trebuia să apere cursul Dunării, Armata a 2-a era concentrată în jurul capitalei, Armata a 3-a era plasată în regiunea Valjevo, iar ultima armată era amplasată pe cursul superior al Moravei, făcând joncțiunea cu forțele muntenegrene. Ca urmare a acestei împărțiri, din cele 12 divizii de infanterie și una de cavalerie, 8 formau un grup mobil, care acoperea linia de apărare naturală a râurilor Dunărea, Sava și Drava. Diviziile de rezervă ale Armatei a 3-a asigurau apărarea împotriva atacului bulgarilor folosindu-se de obstacolele naturale ale cursurilor Timokului, Moravei și a lanțurilor muntoase dintre ele.
Sârbii au prevăzut existența celor două versiuni ale planului austriac (al atacului din nord, pe Dunăre și Sava, și dinspre vest, pe râul Drina) și au concentrat în sectorul central al țării, la distanță egală de cele două sectoare, opt divizii mobile.
Odată ce au fost siguri de alianța cu Rusia, sârbii și-au dat seama că austriecii sunt într-o situație grea, fiind obligați să lupte pe două fronturi: în Balcani și în Galiția. De aceea, ei au luat în considerare și posibilitatea declanșării unor acțiuni ofensive în regiunea râurilor Sava și Kolubara, în regiunea Šabac. Pe 9 august, Armata a 2-a a primit permisiunea să efectueze o misiune de recunoaștere în această zonă. Încercările sârbilor de organizare a unei ofensive în Bosnia și Srem nu au fost însă încununate cu succes.
Resursele armatei sârbe, atât cele umane, cât și cele materiale, erau limitate. Comandamentul sârb a reușit să mobilizeze 247.000 de oameni. În ciuda faptului că armata austro-ungară o depășea din punct de vedere numeric pe cea sârbă, aceasta din urmă ocupa poziții defensive favorabile.
Muntenegrul a mobilizat 6.000 de soldați în Sandžak și 29.000 de soldați de-a lungul graniței cu Austro-Ungaria. Principalele forțe militare au fost lăsate în țară.
Amplasarea corespunzătoare a forțelor sârbo-muntenegrene, în combinație cu folosirea metodelor războiului de gherilă au permis acestora, în ciuda izolării față de aliați și a crizei continue de muniție și provizii, să reziste vreme îndelungată atacului austro-ungar.

### Dotarea cu armament
Serbia nu a avut suficient timp să se reînarmeze după încheierea celor două războaie balcanice. Infanteria sârbă folosea încă pușca Mauser model 1898 și în cadrul armatei se manifesta o criză acută de arme, muniție și echipamente tehnice. Cea mai mare parte a pieselor de artilerie erau modele depășite din punct de vedere tehnic, sârbii dispunând doar de 48 de tunuri grele. În plus, Serbia nu dezvoltase o industrie militară proprie și nu avea aviație sau marină militară.
Infanteria muntenegreană era înarmată cu puști model Mosin–Nagant, produse în Rusia. La fel ca și în cazul Serbiei, Muntenegru nu avea aviație sau o industrie proprie de apărare. În schimb, muntenegrenii dispuneau de 100 de tunuri montane, ceea ce în condițiile luptelor care aveau să se ducă în munți a reprezentat un avantaj important. Muntenegru nu avea o flotă militară, ceea ce a permis vaselor de război austro-ungare să instituie blocada maritimă a apelor teritoriale muntenegrene încă din prima zi a războiului.
Armata austriacă depășea armatele inamicilor săi balcanici la toate capitolele: efective, armament și echipamente militare. Infanteria austro-ungară era dotată cu puști Mannlicher model 1895 și mitraliere semigrele Schwarzlose. Spre deosebire de sârbo-muntenegreni, austro-ungarii dispuneau de o forță militară aeriană și o flotă militară, care a asigurat o blocadă totală a apelor teritoriale ale Muntenegrului și sprijinul operațiunilor terestre în zona litorală. În afară de flota maritimă, austro-ungarii aveau o flotilă militară care acționa pe Dunăre. Armata austriacă era dotată cu piese de artilerie moderne, cu excepția tunurilor montane, care erau modele depășite. Industria militară austriacă era bine dezvoltată, ceea ce a făcut ca trupele Vienei să nu ducă lipsă de arme sau muniție de-a lungul întregului război.

## Campania anului 1914

### Declanșarea luptelor

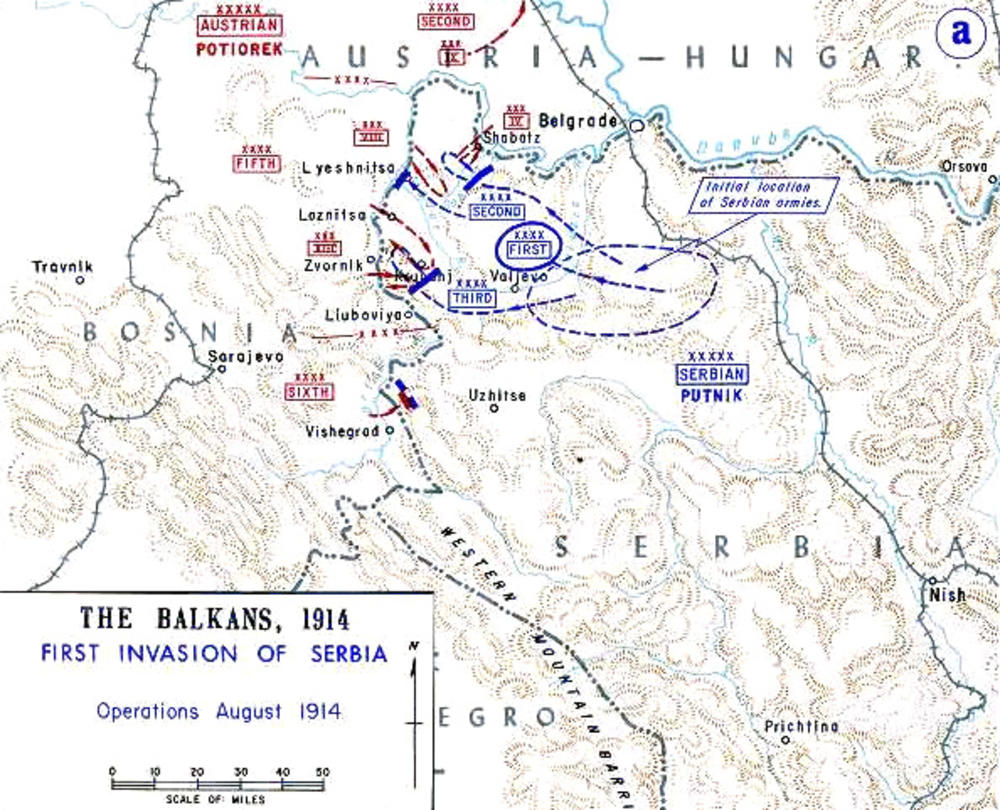
Primele lupte de pe frontul din Serbia

Luptele pe frontul balcanic au izbucnit pe 28 iulie 1914, imediat după remiterea declarației de război, când artileria și flotila Austriei de pe Dunăre au început bombardarea Belgradului. Ofensiva generală austriacă a început pe 12 august, după terminarea concentrărilor de trupe. Pe flancul nordic a intrat în acțiune Armata a 2-a (care nu fusese relocată încă pe frontul de răsărit, în Galiția). Pe 15 august, Armata a 2-a a atacat orașul Šabac. Forțele Armatelor a 5-a și a 6-a au început forțarea cursului Drinei, care s-a încheiat după patru zile.
Trupele austro-ungare au fost întâmpinate de Armatele a 2-a și a 3-a sârbe, pe 16 august înregistrându-se lupte la Šabac și Slatina, în timpul cărora sârbii au reușit să respingă atacurile austriece. Pe frontul Armatei a 3-a, după ce la începutul atacului sârbii au fost nevoiți să se retragă, în următoarele zile ei au contraatacat și au reușit să străpungă liniile austriece la Loznica. Pentru a preîntâmpina prăbușirea frontului, comandamentul austriac a fost obligat să folosească o parte a efectivelor Armatei a 2-a, întârziind astfel trimiterea ei pe frontul din Galiția.
Pe 20 august, trupele sârbe au început urmărirea austriecilor în retragere. Rezistența ariergărzii austriece nu a fost în toate regiunile atât de puternică, existând unități care s-au retras panicate, ceea ce a făcut ca, pe 24 august, sârbii să-și împingă inamicii înapoi pe pozițiile de plecare de pe râurile Sava și Drina.
Sârbii au reușit să captureze aproximativ 50.000 de prizonieri, 50 de tunuri, cantități mari de arme, vehicule, provizii și muniție. Prima ofensivă a austriecilor a fost un eșec. În același timp, sârbii au avut pierderi importante — peste 15.000 de oameni morți, răniți sau luați prizonieri.
Această victorie a avut o mare valoare strategică pentru Aliați. Sârbii au provocat o primă înfrângere armatelor Puterilor Centrale și au împiedicat transferarea Armatei a 2-a austriece pe frontul din Galiția.

### Bătălia de pe Drina
După această înfrângere, trupele austriece au început pregătirile pentru o a doua ofensivă. În același timp, sârbii au declanșat o ofensivă limitată în regiunea Srem. Ajunși pe linia Srem – Sremska Mitrovica – Sarajevo, sârbii au fost în cele din urmă nevoiți să se retragă. După ce și-au reorganizat armatele, austro-ungarii au declanșat pe 7 septembrie o a doua ofensivă, concepută ca o învăluire a liniilor sârbe prin zona de sud-vest.

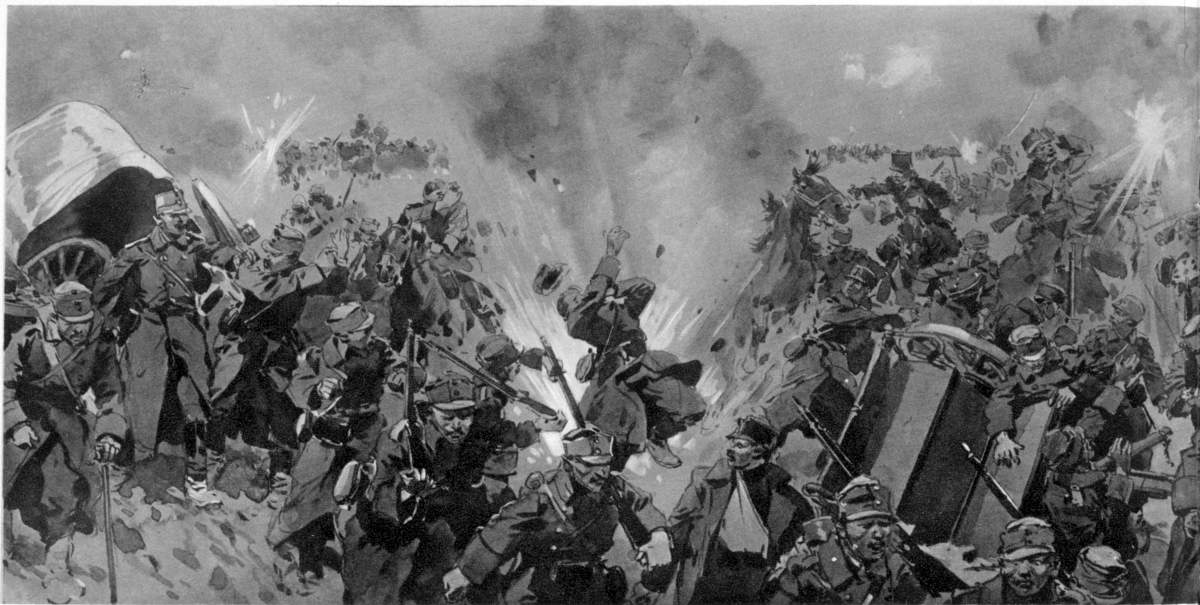
Soldații austrieci în timpul unui bombardament al artileriei sârbe

În noaptea de 8 septembrie, austriecii au început traversarea râului Sava, dar au fost respinși de sârbi, în ciuda atacurilor repetate ale primilor. Pe flancul sudic, austriecii au reușit să ocupe malul drept al Drinei, dar sârbii au opus o rezistență acerbă. Austriecii au atacat fără succes pozițiile sârbilor pe 6 noiembrie, iar aceștia din urmă au fost nevoiți să se retragă din cauza crizei de muniție.
Pe 7 noiembrie, trupele sârbe au trecut în defensivă pe noi linii de apărare. Pe 14 noiembrie, austriecii au atacat Valjevo. În același timp, austriecii au încercat și să pătrundă în valea râului Velika Morava dar, după traversarea Dunării și a regiunii Semendria, șase batalioane ale atacatorilor au fost distruse complet. Trupele austriece intrate pe teritoriul Serbiei s-au dedat la violențe împotriva populației civile.
După a doua ofensivă austro-ungară, trupele sârbești au fost nevoite să se retragă după lupte grele. Austriecii au reușit să traverseze cursul Drinei. Sârbii au fost nevoiți să se retragă din cauza lipsei muniției, artileriei și echipamentului soldaților, în particular a bocancilor de iarnă. Ei s-au retras pe noi poziții defensive, acompaniindu-și retragerea cu contraatacuri.

### Bătălia de pe râul Kolubara

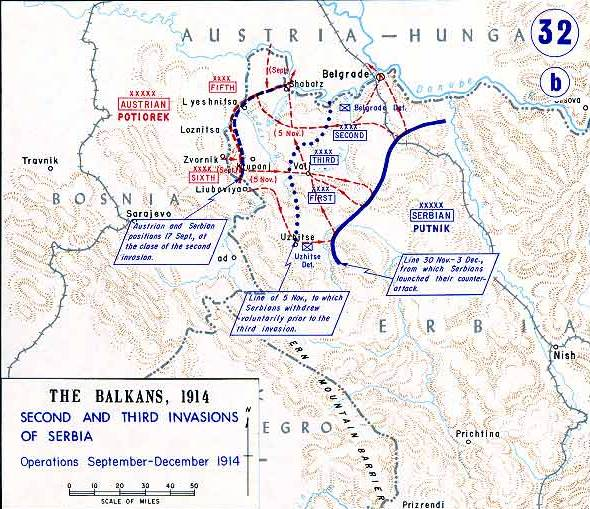
Bătălia de pe râul Kolubara

Forțele austro-ungare și-au continuat ofensiva. Pe 16 noiembrie, subunitățile austro-ungare au atacat pozițiile sârbilor care apărau calea ferată Obrenovac–Valevo. Austriecii au reușit să cucerească zona localității Lazarevac și să producă retragerea unităților Armatei a 2-a sârbe. Armata a 6-a austriacă a reușit să cucerească pe 24 noiembrie înălțimile strategice de pe muntele Malen. O zi mai târziu, Armata austriacă a 6-a a traversat râul Leg, pregătindu-se să atace flancul stâng al Armatei I sârbe.

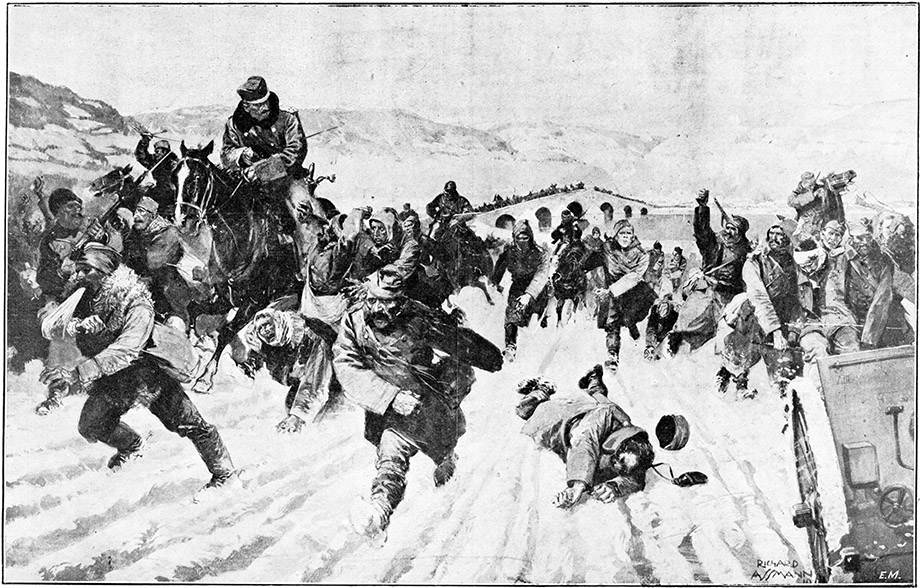
Covârșiți, un moment, de forțe superioare inamice, Sârbii, cărora le lipseau și munițiile, se retrag spre a se reface pentru noua ofensivă care i-a dus la reluarea Belgradului.

În această situație, generalul Živojin Mišić a luat hotărârea să se retragă cu trupele de sub comanda sa spre Gorni-Milanovać. Mišić voia să-și regrupeze forțele și, cu ajutorul rezervelor, să declanșeze un contraatac. În ciuda opoziției comandantului armatelor sârbe, Radomir Putnik, planul lui Mišić, care presupunea abandonarea Belgradului în mâinile inamicilor, a fost în cele din urmă acceptat, iar trupele sârbe au început retragerea.
Pe 30 noiembrie 1914, sârbii au abandonat Belgradul, iar pe 2 decembrie, frontul se întindea între Dunăre, cursul superior al Moravei, de-a lungul dealurilor până pe pantele platoului Mine. Austriecii au atacat unitățile sârbe care se retrăgeau din Belgrad, considerate prea slabe pentru a mai continua rezistența. Potiorek a luat decizia să distrugă Armata a 2-a sârbă, neluând în considerație primejdia de a-și expune flancul stâng atacului Armatei I sârbe, pe care o considera sleită și incapabilă să întreprindă acțiuni ofensive. În acest timp însă, Antanta (Franța și Rusia) a trimis ajutoare în Serbia pe Dunăre și prin Salonic. Franța a trimis arme și muniție, iar Rusia muniție și alimente. Aceste ajutoare au permis sârbilor să reia acțiunile ofensive.

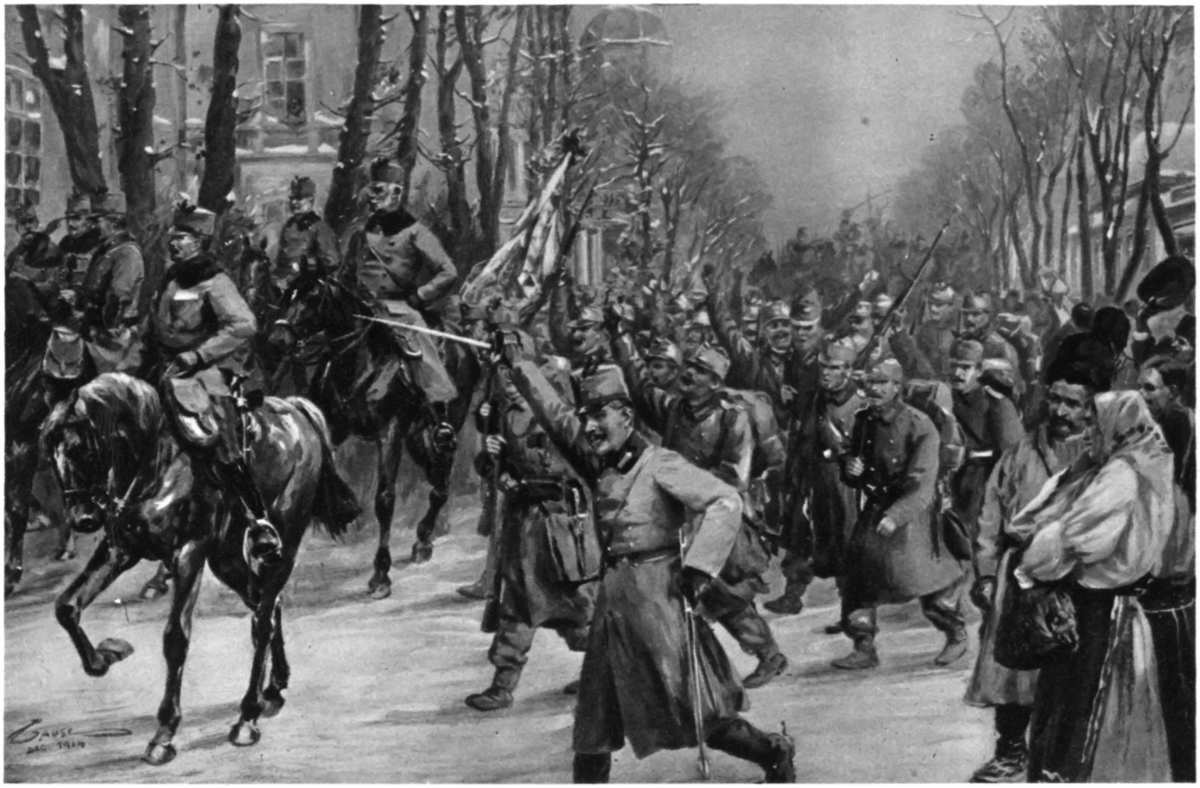
Armata a 5-a austriacă intrând în Belgrad, 5 decembrie 1914

Planul sârbilor prevedea un atac al Armatei I, care trebuia să ia cu asalt și să cucerească masivul Suvobor, după care, la ofensivă trebuiau să ia parte și Armatele a 2-a și a 3-a. În dimineața zilei de 3 decembrie a fost dat ordinul de contraatac. Armata I a atacat masivul Suvobor, găsind trupele austriece nepregătite pentru apărare. Cu toate acestea, austriecii au rezistat trei zile atacurilor sârbilor. Totuși, pe 5 decembrie, austriecii au fost nevoiți să se retragă. După succesul Armatei I, au intrat în luptă Armatele a 2-a și a 3-a. Generalul Potiorek a luat hotărârea să atace Armata a 2-a, dar sârbii au reușit să-i respingă pe austro-ungari. Retragerea austro-ungarilor a continuat până pe liniile fortificate de la sudul Belgradului. Nici pe aceste poziții defensive trupele generalului Potiorek nu au reușit să reziste multă vreme, astfel încât, pe 13 decembrie, ele au fost respinse până pe pozițiile de plecare de pe teritoriul Austro-Ungariei.
Trupele sârbe au reintrat în Belgrad pe 15 decembrie, iar întregul teritoriul al țării a fost curățat de trupele străine. Comandamentul sârb nu a organizat însă urmărirea trupelor inamice, iar armata sârbă și-a oprit ofensiva pe aliniamentul râurilor Drina și Sava.
În timpul luptelor, sârbii au pierdut 22.000 de soldați morți și 19.000 de prizonieri.

### Rezultatele campaniei anului 1914
După două înfrângeri pe frontul din Serbia în 1914, comandamentul austriac a încetat operațiunile ofensive pe frontul din Serbia și a mutat trupele de pe frontul din Balcani pe cel răsăritean, în Munții Carpați, pentru respingerea atacului rușilor. În fața armatelor sârbe au rămas doar două corpuri de armată austro-ungară. Austro-ungarii au suferit pierderi foarte mari pe frontul din Balcani în 1914: 274.000 de soldați și 7.600 de ofițeri. Generalul Erich Ludendorff avea să scrie în memoriile sale: „Trupele austro-ungare au fost zdrobite în Serbia și au încetat să mai fie o forță de luptă valoroasă”.
Înfrângerea trupelor austro-ungare în campania din 1914 a produs un impact de mare amploare asupra planurilor de luptă ale Austriei și Germaniei, deoarece nu s-a putut face legătura cu trupele Imperiului Otoman, cu care cele două puteri erau aliate. Generalul Potiorek a fost înlăturat de la comandă, noul comandant al trupelor austro-ungare devenind arhiducele Eugen von Österreich-Teschen.
Contribuția armatei sârbe la cauza Antantei a fost foarte importantă în anul 1914. Armata austro-ungară a fost nevoită să păstreze efective importante în Balcani, pe care nu a putut să le trimită pe frontul din Galiția, împotriva armatei ruse. Victoriile sârbilor din 1914 au fost plătite cu pierderi grele însă. Sârbii au pierdut aproximativ 132.000 de oameni (morți, răniți, dispăruți și prizonieri), în condițiile în care armata nu a avut niciodată efective active mai mari de 100.000 de soldați. Sârbii au simțit de-a lungul acestui an lipsuri mari, confruntându-se continuu cu o criză de hrană, medicamente, îmbrăcăminte sau muniție. În rândurile soldaților sârbi și muntenegreni a izbucnit tifosul, care a răpit viețile a numeroși soldați. La rândul ei, armata muntenegreană, cu efective de 50.000 de soldați, a jucat un rol important în luptele împotriva armatelor austro-ungare în 1914.
La sfârșitul anului 1914, războiul din Balcani s-a transformat într-un război fără acțiuni ofensive ample, un război de poziții.

## Campania anului 1915
La începutul anului 1915, războiul de pe frontul din Balcani a devenit unul de poziții și pe linia frontului s-a stabilit un calm temporar. Până în vara aceluiași an, armata sârbă a trecut printr-un proces de reformare și reînarmare, în mare parte cu ajutorul aliaților principali: Regatul Unit, Franța și Imperiul Rus. În timpul „Marii retrageri” a armatei ruse din Polonia și Galiția, Marele Cartier General Rus a cerut sârbilor să organizeze o ofensivă pentru a-i sili pe austro-ungari să retragă o parte a trupelor de pe frontul de răsărit. Generalul Radomir Putnik a refuzat să implice însă armata sârbă într-o acțiune ofensivă pentru care nu avea suficiente trupe și echipament. 

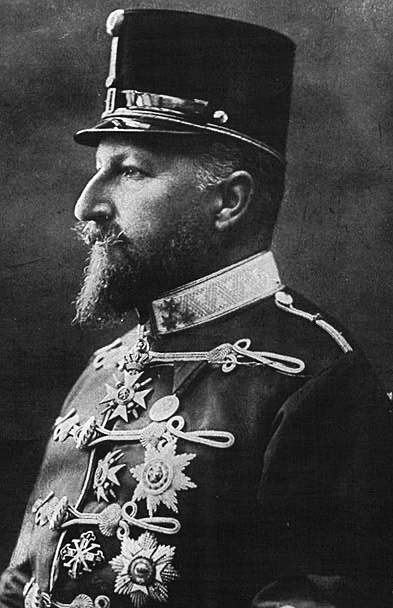
Țarul Bulgariei, Ferdinand I

În același timp, Puterile Centrale au luat hotărârea să scoată definitiv din luptă Serbia și Muntenegru, pentru a face joncțiunea cu forțele Imperiului Otoman. Dată fiind experiența anului 1914, Austro-Ungaria a avut nevoie de ajutorul Germaniei pentru asigurarea victoriei.
În timpul verii anului 1915, când pe frontul din Balcani se părea că nu se vor mai desfășura acțiuni ofensive de amploare, Austro-Ungaria a început să se pregătească să atace pozițiile sârbilor. Diplomații germani au început să ducă tratative cu Bulgaria, pentru intrarea acesteia din urmă în război de partea Puterilor Centrale. Germanii promiteau bulgarilor că, în cazul în care urmau să intre în război de partea Puterilor Centrale, avea să fie recompensată cu teritorii ale Serbiei, României și Turciei.
În vara anului 1915, Austro-Ungaria a reușit să înfrângă Imperiul Rus pe frontul de răsărit, silind armata rusă să se retragă din Polonia și Galiția. Turcia a reușit în același an să apere cu succes strâmtoarea Dardanele, iar pe frontul de vest, forțele anglo-franceze nu au reușit să străpungă frontul german. Toți acești factori i-au convins pe bulgari să intre în luptă de partea Puterior Centrale.
Pe 6 septembrie 1915 a fost semnată la Sofia o convenție militară între Bulgaria și Puterile Centrale, prin care statul balcanic se obliga să intre în război de partea alianței austro-germane. Această convenție stipula că în 30 de zile, Austro-Ungaria și Germania aveau să mobilizeze fiecare câte 6 divizii de infanterie, iar Bulgaria, în 35 de zile, avea să mobilizeze pentru luptă 4 divizii la granița cu Serbia. Comanda generală a fost încredințată feldmareșalului August von Mackensen. După semnarea convenției de la Sofia, situația în Balcani s-a schimbat în favoarea Puterilor Centrale. Forțele armate bulgare erau considerate printre cele mai bune din regiune în acea vreme.
Aliații și-au dat seama rapid de primejdia care plana asupra aliaților lor balcanici. Ei au luat însă decizia de a debarca trupe anglo-franceze la Salonic de-abia pe 1 octombrie 1915. Aceste trupe promiteau să apere flancul sudic al sârbilor. Rusia nu a putut trimite trupe în regiune, România refuzând dreptul de tranzit al trupelor țariste pe teritoriul său. Pe 5 octombrie, 150.000 soldați anglo-francezi au debarcat la Salonic cu permisiunea guvernului elen.

### Pregătirile de război

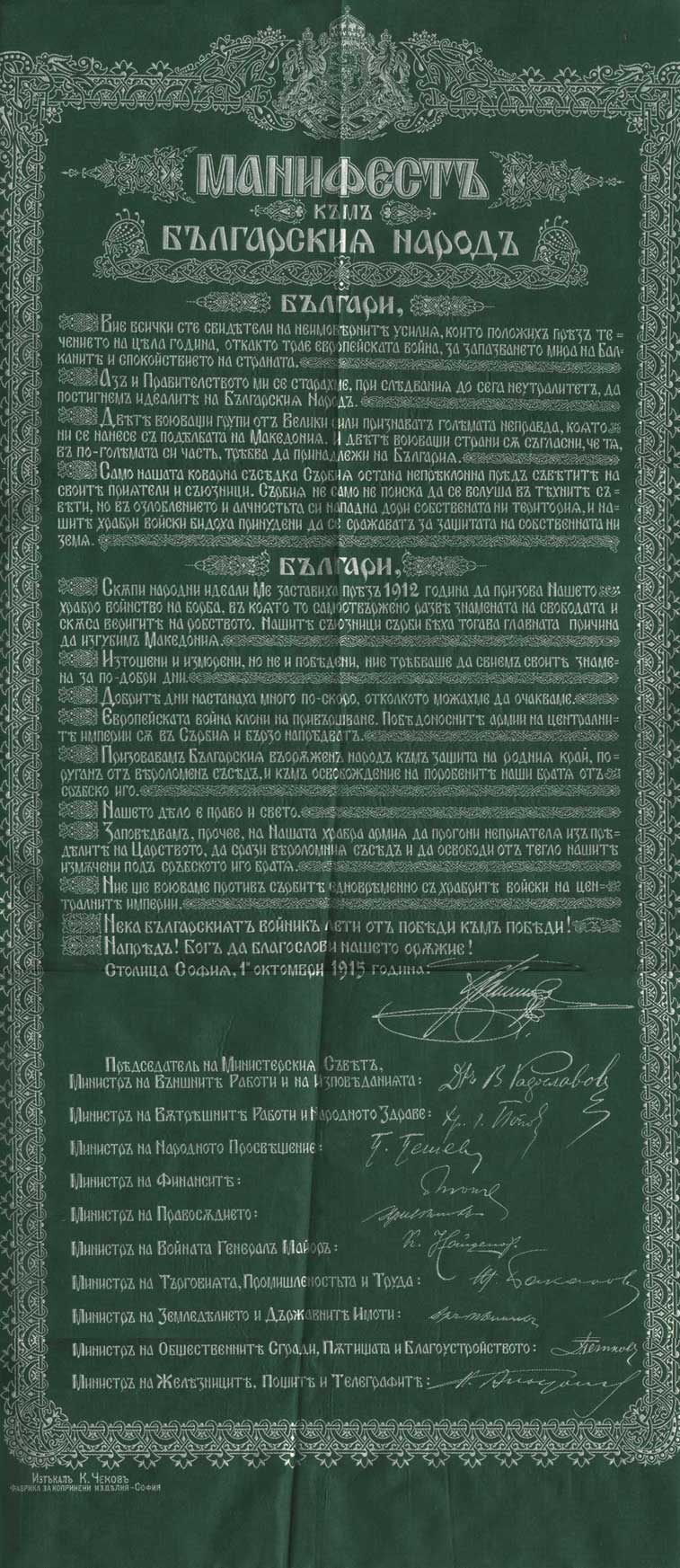
Маnifestul țarului Ferdinand I privind declarația de război împotriva Serbiei

Comandamentul germano-austriac a pregătit cu atenție și în amănunt atacul împotriva Serbiei. Au fost executate misiuni ample de recunoaștere, iar în spatele frontului au fost construite noi drumuri și au fost reparate cele vechi. Pentru a asigura elementul surpriză, au fost luate toate măsurile pentru păstrarea secretului operațiunilor militare. În faza inițială a atacului, austro-germanii au asigurat o superioritate umană și armament de 3:1.
Planul de atac prevedea ca austro-germanii să atace din nord și nord-est, iar bulgarii să atace din est, pe direcțiile Kragujevac și Niș. Aceste atacuri concentrice ar fi trebuit să distrugă armata sârbă în centrul țării. Puterile Centrale au concentrat în total 14 divizii austro-germane și 6 bulgare, sub comanda feldmareșalului Mackensen.
Austriecii și germanii au concentrat pe front următoarele forțe:
- Armata a 11-a germană sub comanda generalului Max von Gallwitz. Armata a 11-a era întărită cu unități de artilerie grea.
- Armata a 3-a austriacă sub comanda generalului Hermann Kövess von Kövessháza.

În total, trupele austro-germane totalizau aproape 300.000 de oameni.
Planul comandamentului sârb se concentra asupra luptelor cu Bulgaria. Bazându-se pe folosirea la maxim a puternicelor bariere naturale reprezentate de Sava și Dunăre, sârbii au plasat doar forțe reduse în sectorul nordic, pe frontul austro-german, în vreme ce efectivele principale au fost concentrate în răsărit, unde trebuiau să zdrobească armata bulgară, aflată încă în faza de mobilizare, să cucerească Sofia și să oblige Bulgaria să capituleze. După aceasta, ar fi trebuit ca toate forțele să fie aruncate în luptă împotriva austro-germanilor. Antanta nu a fost de acord cu acest plan la început, sperând ca Regatul Bulgariei să poată fi atras de partea Aliaților.
Armata sârbă mobilizase 12 divizii (aproximativ 200.000 de oameni) și avea în dotare 678 piese de artilerie. Muntenegrul mobilizase la rândul lui 50.000 de soldați și avea în dotare 135 piese de artilerie. Trupele Antantei venite în sprijinul Serbiei numărau aproximativ 150.000 de soldați.
Armatele sârbă și muntenegreană erau inferioare inamicilor lor, erau mai slab echipate cu tehnică de luptă și duceau lipsă de muniții, alimente și materiale sanitare. Rivalitățile dintre monarhii sârb și muntenegrean au văduvit cele două armate de avantajul unui comandament comun.

### Ofensiva austro-germană
Atacul austro-german a început în ziua de 6 octombrie 1915, după o puternică pregătire de artilerie. Focul artileriei grele a distrus tranșeele, barajele antiinfanterie și fortificațiile sârbilor de pe direcțiile de înaintare ale austro-germanilor. În timpul bombardamentelor de artilerie, aproximativ 5.000 de civili au fost uciși în orașul Belgrad.
Pe 7 octombrie a început înaintarea diviziilor austro-ungare și germane de infanterie. Ele au început operațiunile de traversare ale Savei. După cucerirea unor capete de pod, forțele Puterilor Centrale au declanșat atacul împotriva Belgradului. În oraș au izbucnit lupte de stradă grele, iar sârbii s-au apărat cu vitejie. Cu toate acestea, pe 9 octombrie, germanii au cucerit Belgradul. Germanii plănuiseră să cucerească Belgradul într-o singură zi, însă au fost obligați să lupte de trei ori mai mult. Sârbii s-au apărat cu îndărătnicie și au reușit să provoace pierderi mari austro-germanilor. Organizarea excelentă a capetelor de pod, fortificarea lor cu lucrări genistice și sprijinul asigurat de artileria grea au asigurat în cele din urmă superioritatea necesară victoriei forțelor Puterilor Centrale. Numărul mare al capetelor de pod fortificate a permis comandamentului german să asigure traversarea a suficiente trupe în ciuda contraatacurilor furioase ale sârbilor. Armatele sârbe au fost nevoite să se retragă spre sud. Armatele austro-ungare au traversat Drina și au atacat forțele muntenegrene, care au fost la rândul lor obligate să se retragă. În ciuda acestor succese, aliații austro-germani au avut pierderi mari. Numai în prima zi de luptă, Armata a 3-a austro-ungară și armata a 11-a germană au pierdut 10.000 de soldați, înaintând doar 10–15 km.
Grosul armatei sârbe concentrată la granița cu Bulgaria a fost obligat să se regrupeze și să participe la apărarea împotriva atacului din nord al germanilor. Armata muntenegreană a rezistat cu disperare, reușind să încetinească înaintarea diviziilor austriece. Germanii și austriecii au trecut la redistribuirea forțelor de infanterie și artilerie grea pentru creșterea eficienței înaintării.

### Atacul Bulgariei

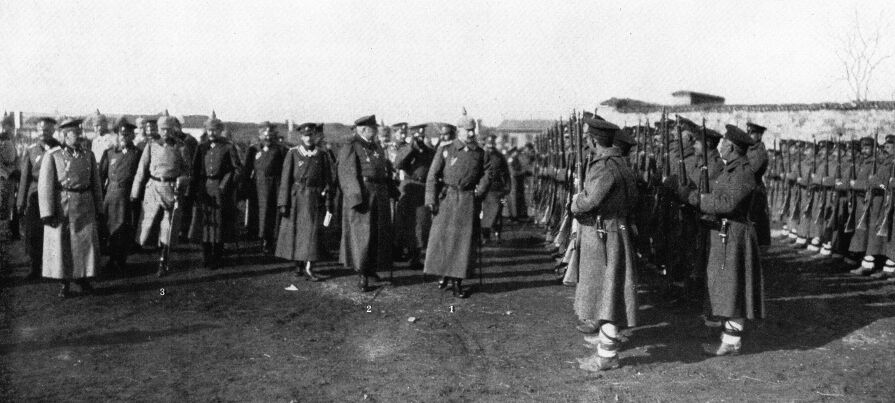
Împăratul Germaniei, Wilhelmal II-lea, țarul Bulgariei, Ferdinand I și feldmareșalul Mackensen trecând în revistă trupele după ocuparea orașului Niš

Pe 8 octombrie, comandantul armatei sârbe a fost nevoit în aceste condiții să aducă pe frontul austriaco-german trupele dislocate la granița cu Bulgaria. Profitând de aceasta, Bulgaria a declarat război Serbiei și a trecut la atac pe 15 octombrie.
În dimineața zilei de 15 octombrie, Armata a 15-a bulgară sub comanda generalului Boiadjiev a trecut la ofensivă, întâlnind o rezistență acerbă din partea trupelor sârbe. Divizia I a bulgarilor a lansat o serie de atacuri eșuate la Pirot. Pe 25 octombrie, bulgarii au reușit să-i oblige pe sârbi să se retragă de pe valea Timokului. Armata a 2-a bulgară comandată de generalul Stoianov-Todorov a traversat rapid Vardarul și a pătruns în Macedonia. Bulgarii au reușit să ocupe mai apoi orașele Kumanovo și Veles. Prin aceste victorii, armata bulgară a întrerupt legăturile sârbilor cu aliații lor din Grecia.
Comandanții sârbi au luat decizia să retragă trupele spre sud-vest spre Albania și Muntenegru, pentru a evita o încercuire totală. La rândul ei, și armata muntenegreană s-a repliat spre sud. Austro-germanii au urmărit constant trupele sârbo-muntenegrene în retragere. La rândul lor, sârbii au organizat în timpul retragerii mai multe atacuri care să încetinească înaintarea inamicilor.
În această fază a războiului, situația armatei sârbe era de-a dreptul catastrofală. Pe 22 octombrie, trupele Puterilor Centrale și-au reluat ofensiva, iar sârbii au fost nevoiți să se retragă din nou sub presiunea atacurilor conjugate ale inamicilor lor. Pe 5 noiembrie, bulgarii au intrat în Niš. După cucerirea orașului Niš, trupele austro-germane și cele bulgare au făcut joncțiunea și au putut să desfășoare în continuare o ofensivă comună. În același timp, forțele anglo-franceze au înaintat dinspre Salonic în Macedonia pentru a veni în ajutorul aliaților lor. Armata a 2-a bulgară i-a atacat pe anglo-francezi, oprindu-le pentru o vreme marșul. Încercarea acestora din urmă de continuare a înaintării a fost oprită din nou în timpul luptelor de la Krivolak (Macedonia) în 17–21 noiembrie.

### Luptele de la sfârșitul anului 1915
Austro-germanii au continuat ofensiva de direcția nord-sud. Între timp, germanii au primit sprijinul unor unități de vânători de munte. În aceste condiții, comandamentul armatei sârbe și-a mutat cartierul general de la Kragujevac la Kruševac. În luptele care au urmat, trupele sârbe au suferit cele mai grele pierderi de la începutul războiului și au fost nevoite să se retragă rapid. Unitățile sârbe care se opuneau Armatei a 2-a bulgară au continuat să-și mențină pozițiile, opunând o rezistență puternică, pentru a evita încercuirea restului armatei și a-i proteja retragerea spre Albania. Pentru ca să împiedice retragerea spre Albania și să reușească să încercuiască grosul trupelor sârbe, bulgarii au întărit Armata a 2-a cu o divizie de infanterie din cadrul Armatei I. Cu toate acestea, în ciuda mai multor atacuri, bulgarii nu au reușit să-și atingă obiectivul încercuirii armatei sârbe.
Armata muntenegreană s-a retras până a ajuns în noiembrie să lupte pe teritoriul național, iar austro-germanii au continuat ofensiva, având ca obiectiv cucerirea capitalei, Cetinje. Pe 1 decembrie, armata bulgară a străpuns apărarea sârbă din regiunea Prizren, reușind să expulzeze definitiv armata sârbă de pe teritoriul sârbesc. Cele două tabere au suferit în timpul acestor lupte pierderi foarte grele. Odată cu ocuparea și a regiunii orașului Ohrid, bulgarii au desăvârșit cucerirea așa numitei „Macedonii de pe Vardar”.

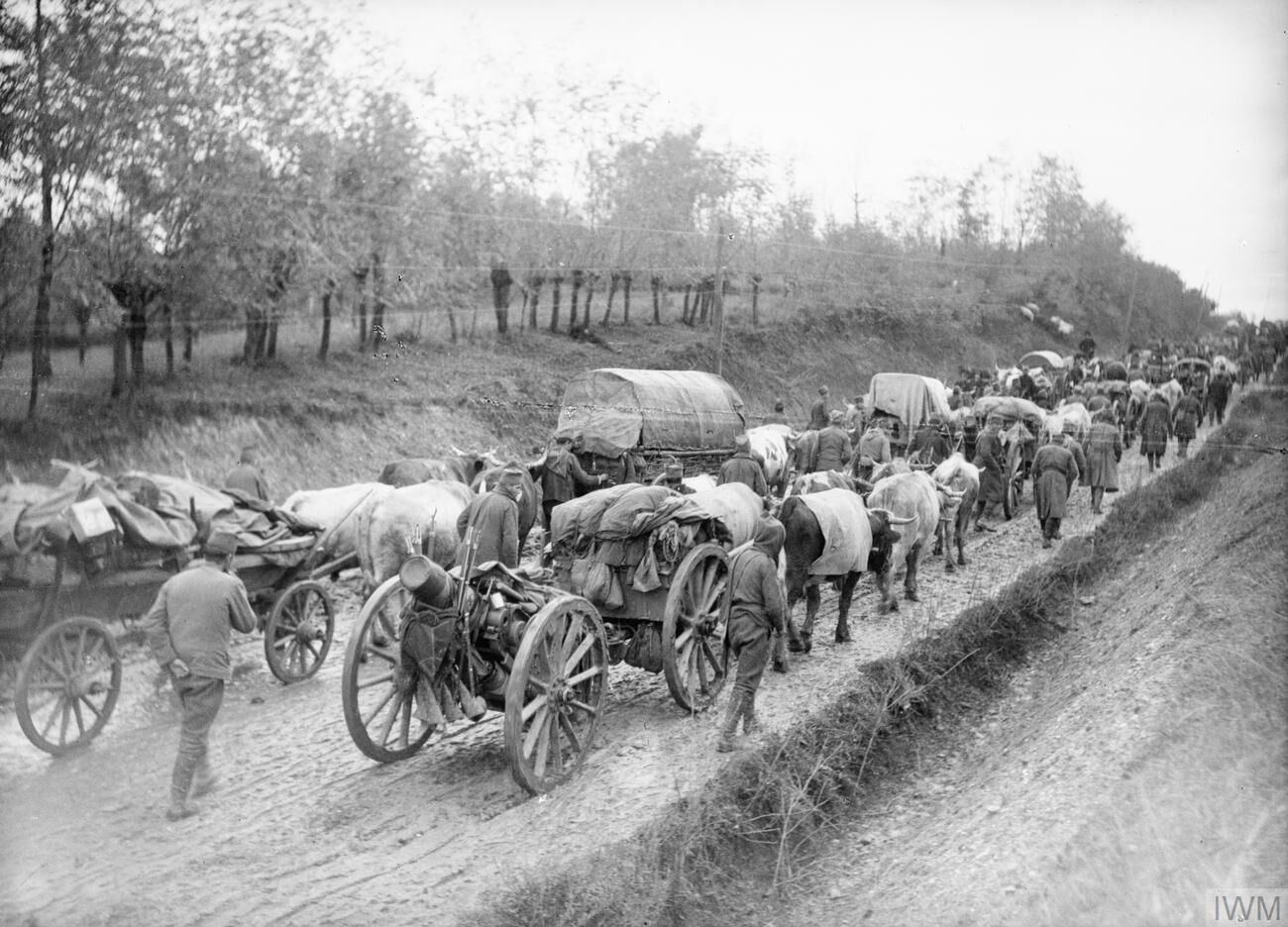
Evacuarea armatei sârbe în Albania, 1915

Armatele sârbă și muntenegreană au continuat retragerea spre interiorul Muntenegrului și spre Albania. Un mare val de refugiați civili au însoțit armatele în retragere, de frica ocupantului străin. Retragerea a fost o operațiune foarte dificilă, executată pe drumuri montane, în condiții de iarnă. Retragerea avea ca obiectiv atingerea litoralului Adriaticii, de unde marina Antantei se obligase să evacueze militarii și civilii sârbi și muntenegreni.
În cursul luptelor, armata sârbă a pierdut 55.000 de soldați și ofițeri. Retragerea prin munții Albaniei a fost o operație dificilă. În afara drumurilor și a vremii potrivnice, și atacurile armatei albaneze au îngreunat retragerea. Forțele albaneze fuseseră formate și echipate cu ajutorul austro-ungarilor și aveau ca obiectiv împiedicarea sau încetinirea retragerii sârbilor. În timpul retragerii, sârbii au fost nevoiți să-și distrugă tunurile și vehiculele de transport, pentru a evita căderea lor în mâinile inamicilor. De asemenea, în timpul retragerii, sârbii au fost obligați să elibereze și prizonierii de război austro-ungari (aproximativ 30.000 de soldați și 700 de ofițeri).
Pe 26 noiembrie 1915, guvernul sârb a fost evacuat de la Prizren. Cei aproximativ 150.000 de sârbi supraviețuitori ai retragerii prin Albania au fost evacuați pe insula Corfu în ianuarie 1916. În acel moment, întreg teritoriul Serbiei și Muntenegrului fusese ocupat de armatele Puterilor Centrale.
Armata muntenegreană a fost obligată să se retragă continuu sub loviturile forțelor austro-ungare. Pe 14 ianuarie 1916, austriecii au cucerit capitala Cetinje. O bună parte soldaților muntenegreni au fost luați prizonieri de cuceritori.
Operațiunile militare împotriva Serbiei și Muntenegrului au durat aproximativ două luni, la sfârșitul cărora întreg teritoriul acestor două state a fost ocupat de trupele Puterilor Centrale. Serbia nu a putut fi învinsă decât prin atacul comun al unor forțe net superioare din punct de vedere al efectivelor și echipamentelor militare. Premierul britanic David Lloyd George avea să scrie mai târziu că „Serbia a fost abandonată de aliați în ciuda promisiunilor solemne de sprijin…”
Puterile Centrale s-au temut să continue ofensiva și în Grecia și s-au mulțumit să plaseze la graniță două armate bulgare, întărite cu câteva divizii germane.

### Rezultatele campaniei anului 1915

Cucerirea Serbiei de către Puterile Centrale în anul 1915

La sfârșitul anului 1915, teritoriile Serbiei și Muntenegrului au fost ocupate în întregime de Puterile Centrale. Victoriile din campania anului 1915 le-au adus Puterilor Centrale mari avantaje. După ocuparea Serbiei și Muntenegrului, Puterile Centrale au stabilit un front continuu de la Marea Baltică până la Marea Mediterană. De asemenea, Austro-Ungaria și Germania au realizat joncțiunea cu Imperiul Otoman. Flancul sudic austro-ungar nu s-a mai aflat sub presiunea forțelor Antantei, iar unitățile eliberate de pe front au putut fi trimise pe frontul de răsărit și pe cel italian.
Forțele militare austro-germano-bulgare au fost capabile să respecte planurile de operații pe care și le-au propus în cadrul ofensivei din Balcani. Teritoriul Muntenegrului a fost ocupat de armatele austriece. Teritoriul Serbiei a fost ocupat de trupele austriece și bulgare. Armata muntenegreană, după ce a suferit pierderi importante, a fost demobilizată. Armata sârbă a suferit pierderi foarte mari în timpul luptelor cu inamicii, în timpul retragerii cât și datorită condițiilor meteorologice grele și a echipării precare a soldaților. În afară de pierderile umane, sârbii au pierdut și o mare cantitate de armament, muniții și mijloace de transport.
Reușitele militare din Balcani ale Puterilor Centrale le-au adus mari avantaje strategice și diplomatice. În afară de cele deja enumerate (stabilirea unui comunicații directe cu Turcia și semnarea unei alianțe cu Bulgaria), blocul austro-german a slăbit considerabil pozițiile din regiune ale Antantei.
Cu toate acestea, Puterile Centrale nu au putut să obțină capitularea Serbiei. Armata sârbă avea să fie reorganizată și să renască în primăvara anului 1916, intrând în luptă de partea Antantei pe frontul din Salonic. Utilizarea judicioasă a trupelor sârbe în condițiile luptei din munți și dificultățile întâmpinate de Armata a 2-a bulgară în luptele cu sârbii au împiedicat Puterile Centrale să încercuiască și să scoată definitiv din luptă trupele Belgradului.

## Campania anului 1916

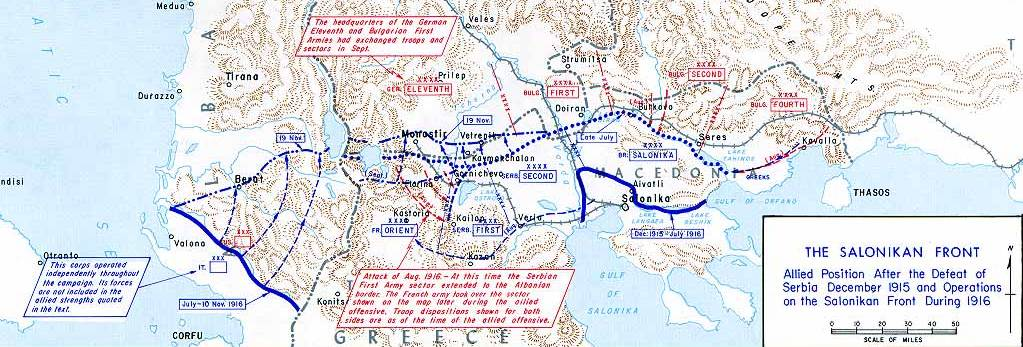
Luptele pe frontul din Salonic în anul 1916

La începutul anului 1916, Regatul Muntenegrului a fost scos din război. Regele Nikola I a semnat decretul pentru demobilizarea armatei și a plecat în exil. Teritoriul țării a fost ocupat de trupele austro-ungare. Cu toate acestea, populația sârbă și muntenegreană a continuat lupta de gherilă împotriva ocupantului.
După înfrângerea zdrobitoare a Serbiei, Antanta a format frontul din Macedonia. Planul de luptă al Aliaților prevedea blocarea în zonă a unor forțe germane cât mai numeroase, împiedicând astfel transferarea lor pe frontul de vest. Pe de altă parte, Înaltul comandament german, ale cărui trupe reprezentau forța militară principală a Puterilor Centrale, nu plănuia nicio ofensivă de amploare pe frontul din Salonic, în parte datorită efectivelor limitate de care dispunea, dar și datorită dificultăților logistice. Scopul Înaltului comandament german era să țină sub control trupele inamice din regiune cu ajutorul unor efective reduse germano-bulgare.
În luna mai a anului 1916, forțele Antantei de frontul din Salonic se bucurau de superioritate numerică în fața trupelor germano-bulgare. Efectivele Antantei au fost suplimentate cu cele ale armatei sârbe, complet reorganizată. Sârbii formaseră șase divizii de infanterie și una de cavalerie, plasate sub comanda nominală a prințului moștenitor Alexandru Karađorđević. (Generalul Putnik a fost demis). Armata sârbă avea 130.000 de soldați, iar totalul forțelor aliate din Balcani ajungea la 300.000 de oameni.

### Luptele din primăvara și vara anului 1916
În momentul în care comandamentul german a luat hotărârea transferării unor efective din Balcani pe frontul din Franța, trupele Antantei au avut sarcina de oprire a relocării forțelor inamice prin declanșarea unor acțiuni ofensive. În ciuda atacurilor organizate de Aliați, germanii au continuat să trimită trupe din Balcani pe frontul de vest, iar unitățile bulgare rămase în regiune au rămas relativ pasive.
Acțiunile militare ale Antantei au căpătat o mai mare amploare în luna august. Unitățile anglo-franceze au încercat să străpungă defensiva bulgară în regiunea lacului Dojran (9–18 august). Bulgarii au reușit să respingă atacul, provocându-le pierderi importante inamicilor.
După intrarea României în război, Antanta a plănuit o ofensivă combinată, care avea ca scop scoaterea Bulgariei din război. Ofensiva trebuia să înceapă pe 20 august.
Comandamentul bulgar a luat-o înaintea Aliaților și a declanșat propria ofensivă pe 17 august. Acesta a hotărât ca prima ofensivă importantă de pe frontul din Salonic să fie purtată în două regiuni: pe valea Vardarului și în Tracia. Atacul bulgar a țintit regiuni ale Greciei puternic populate. Mai multe regimente ale Armatei I au cucerit Florina și au luat peste 6.500 de prizonieri și au capturat mai multe piese de artilerie grea ale elenilor. Acești prizonieri au fost internați în lagăre de prizonieri de război din Germania, de unde au fost eliberați doar după sfârșitul războiului. Trupele bulgare au reușit să înainteze 80–90 km.
Cu toate acestea, pe 1 septembrie, trupele Antantei (cinci divizii de infanterie britanice, patru franceze, șase sârbe, una italiană și una rusă) au declanșat un atac spre Florina și Monastir, având dublu scop, respingerea bulgarilor din teritoriile cucerite și sprijinirea României. Pe 3 octombrie, bulgarii au fost respinși pe liniile de plecare ale ofensivei lor de pe 17 august.
După ce și-au atins obiectivele limitate pe care și le propuseseră, trupele Antantei nu au mai continuat ofensiva. Bulgarii au mutat în regiune opt regimente de infanterie din alte sectoare. În sprijinul bulgarilor au fost aduse și mai multe batalioane de infanterie germană de pe frontul din România cât și un corp de infanterie turcă.

### Luptele de la sfârșitul anului 1916

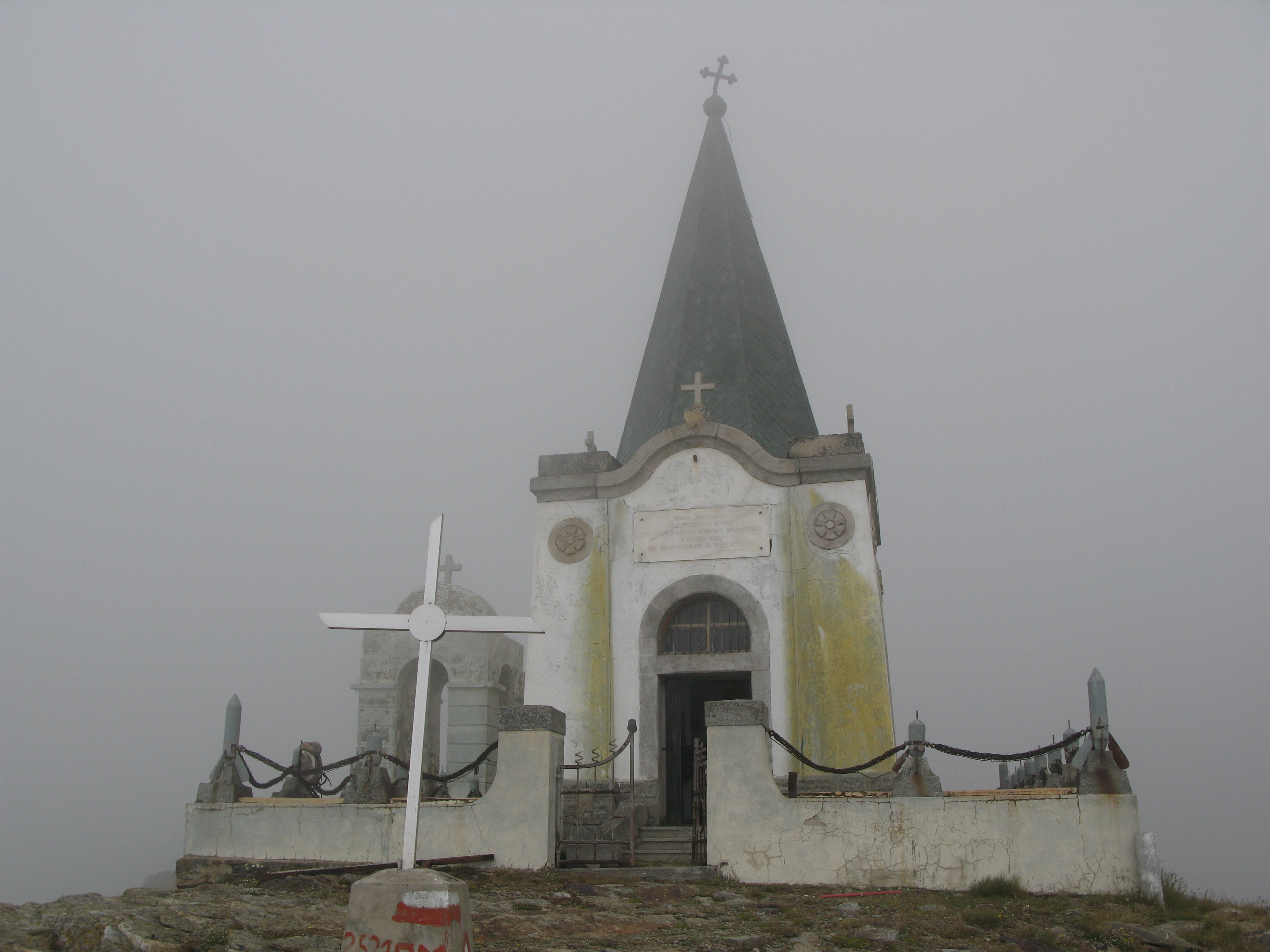
Monumentul eroilor sârbi de pe muntele Kajmakčalan

În luna septembrie a avut loc o bătălie în regiunea muntoasă Kajmakčalan între trupele sârbe și cele bulgare. Atacurile repetate ale sârbilor au fost respinse de bulgari cu ajutorul artileriei grele. După ce de-a lungul celor 20 de zile de luptă avantajul tactic a trecut dintr-o tabără în alta, trupele sârbe au reușit pe 30 septembrie să cucerească definitiv punctele strategice ale muntelui. Victoria lor a fost plătită scump, cu viața a 5.000 de soldați și ofițeri.
Victoria sârbilor nu a schimbat în mod hotărâtor situația de pe front, pentru că această ofensivă nu a mai fost urmată și de alte atacuri ale Aliaților în alte sectoare ale frontului. De-a lungul întregului front a fost restabilit calmul.
În lunile octombrie-noiembrie, trupele Aliaților (sârbe, ruse și franceze) au declanșat o ofensivă prin care s-a urmărit preluarea controlului asupra punctelor strategice din Macedonia. Acest atac a obligat comandamentul Puterilor Centrale să întărească efectivele din această zonă a frontului cu un număr de divizii germane, bulgare și turce. Pe 19 noiembrie, trupele Antantei au cucerit orașul Monastir, un important nod de transport din Macedonia.
Pe 11 decembrie, trupele Antantei au fost obligate să oprească ofensiva din pricina stării de epuizare a trupelor, lipsei rezervelor și a crizei de muniție.
Trupele Antantei suferiseră de la începutul ofensivei în august pierderi însemnate — 47.000 de oameni morți, răniți, dispăruți sau prizonieri. Spre sfârșitul anului 1916, Aliații aveau pe frontul din Salonic 18 divizii de infanterie (5 franceze, 5 engleze, 6 sârbe și câte una rusă și italiană). Puterile Centrale aveau în aceeași regiune 11 divizii de infanterie (8 bulgare, 2 germane și una turcă).

### Rezultatele campaniei anului 1916
La sfârșitul anului 1916, trupele Antantei nu își îndepliniseră obiectivul stabilit pe frontul din Macedonia: scoaterea Bulgariei din război. Trupele bulgare s-au apărat cu succes de-a lungul întregului front, mai mult chiar, au declanșat o serie de operațiuni ofensive, încununate de un succes parțial. Principalele probleme ale Antantei pe frontul din Balcani au fost asigurarea siguranței spatelui frontului și a trupelor de rezervă.
O altă problemă importantă cu care trupele Antantei au fost obligate să se confrunte a fost malaria. Peste 80.000 de soldați aliați au fost bolnavi de malarie de-a lungul timpului pe frontul din Balcani. Puternica apărare bulgară din regiunile muntoase nu a permis trupelor aliate părăsirea așa-numitelor „văi ale malariei” care se întindeau de-a lungul cursului Vardarului. Aliații nu au reușit să evacueze bolnavii de malarie din regiune. În ciuda unor măsuri luate de medicii militari, răspândirea epidemiei de malarie nu a putut fi oprită.
În 1916, Antanta a întreprins o serie de acțiuni împotriva Greciei, pentru prevenirea unei posibile alianțe a acestei țări cu Puterile Centrale, și aceasta în ciuda neutralității pe care o proclamase guvernul de la Atena. Antanta a instituit blocada navală împotriva Greciei, a cerut demobilizarea forțelor armate și marinei elene, considerând că există în rândurile ofițerilor un puternic sentiment progerman. Guvernul elen a fost obligat să accepte toate aceste cereri. Aliații au reușit la un moment dat chiar performanța preluării controlului asupra întregului sistem politic al țării.

## Campania anului 1917
Puterile Antantei au stabilit obiectivele pentru trupele care luptau pe frontul din Macedonia în cadrul conferinței de la Chantilly de pe 15 noiembrie 1917. Acest nou plan urmărea ca și cel al anului 1916 scoaterea din război a Bulgariei. Trupele Aliate de pe frontul de la Salonic urmau să declanșeze o ofensivă de mare amploare împotriva bulgarilor, ofensivă care urma să fie sprijinită și de acțiuni ale trupelor române și ruse de la nord de Dunăre. Prăbușirea frontului din România a oprit însă punerea în aplicație a acestui plan.
Planul comandamentului germano-bulgar pentru anul 1917 era axat în principal pe defensivă, întărirea pozițiilor și comunicațiilor din spatele frontului și respingerea oricărei acțiuni ofensive a Antantei.

### Luptele din anul 1917
Declanșarea ofensivei trupelor aliate (660.000 de soldați din care 240.000 de englezi, 200.000 de francezi, 130.000 de sârbi, 50.000 de italieni, 17.000 de ruși și 23.000 de greci) urma să aibă loc pe 25 aprilie. După prima fază a atacului, care s-a încheiat cu un eșec, și după agravarea situației pe porțiunea românească a frontului de răsărit, operațiunea ofensivă a Antantei pe frontul din Macedonia a fost oprită pe 23 mai. Pierderile înregistrate de aliați în această fază a luptelor au fost de 20.000 de oameni. Unul dintre motivele cele mai importante ale eșecului Antantei în acest ultim atac au fost deficiențele artileriei. Acțiunile ofensive ale francezilor pe frontul din Salonic au încetat pe 8 mai din cauza lipsei sprijinului adecvat de artilerie și din cauza contraatacului bulgarilor. În același timp, și ofensiva sârbilor pe valea râurilor din regiune a fost stopată.
În plus, au apărut rebeliuni ale unor subunități franceze ca rezultat al înfrângerii suferite pe frontul de vest în cadrul ofensivei „Nivelle”. Rebeliunile au fost însă rapid înăbușite de comandamentul Antantei.
Pe 18 mai, trupele bulgare au obținut un succes limitat în luptele pentru cucerirea unor înălțimi muntoase, aflate până atunci sub controlul francezilor. Această modificare nu a influențat însă în mod considerabil situația de pe front.

### Intrarea Greciei în război
Antanta a luat o serie largă de măsuri pentru a-i face pe greci să intre în război de partea Aliaților. În 1916 a fost numit premier al Greciei Eleftherios Venizelos, un susținător hotărât al intrării Greciei în război de partea Antantei.
Presiunile făcute de țările Antantei asupra Greciei pentru a o determina să intre în război au continuat și în 1917. Pe 12 iunie 1917, regele Greciei, Constantin I, a abdicat și a părăsit țara. Al doilea fiu al fostului rege, Alexandru I a devenit monarhul Greciei. Noul rege a înscris țara pe drumul alierii cu puterile Antantei. După ce Antanta a fost sigură de alianța cu Grecia, s-a luat hotărârea ridicării blocadei navale instituite în 1916.
Pe 29 iunie, Grecia și-a rechemat ambasadorii din statele Puterilor Centrale. Pe 2 iulie, Grecia a declarat război tuturor țărilor Puterilor Centrale. 80 de ofițeri francezi au sosit în Grecia în septembrie, ca să ajute la mobilizarea forțelor armate elene. Prin mobilizarea forțelor armate elene, forțele aliate de pe frontul din Salonic au crescut din punct de vedere numeric, s-a îmbunătățit aprovizionarea și siguranța spatelui frontului.

### Rezultatele campaniei anului 1917

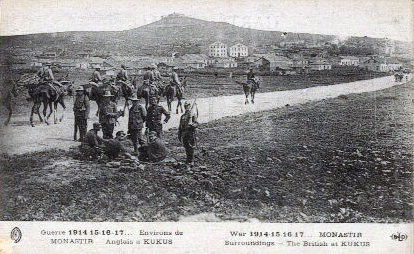
Militari britanici pe frontul din Salonic la Kilkis (Grecia)

La sfârșitul anului 1917, comandantul forțelor aliate de pe frontul din Salonic (Macedonia), generalul Maurice Sarrail, a fost înlocuit cu generalul Adolphe Guillaumat. Spre sfârșitul campaniei din 1917, Aliații dispuneau de 23 de divizii în regiune (8 franceze, 6 sârbe, 4 engleze, 3 elene, câte una italiană și rusă), adică peste 600.000 de soldați.
Pe frontul din Macedonia a domnit calmul pe parcursul anului 1917. Luptele din Balcani nu au influențat în mod semnificativ desfășurarea conflictului pe alte fronturi. Bulgarii nu au fost capabili să întreprindă singuri operațiuni ofensive ample, iar aliații lor, germanii, și-au concentrat acțiunile pe frontul de vest și pe cel din Italia. În același timp, forțele armate ale principalelor puteri ale Antantei au fost preocupate să organizeze acțiuni ofensive pe frontul de vest. În plus, au trebuit să înăbușe rebeliunile militarilor radicalizați de ideile revoluționare. Ieșirea din război a Rusiei a făcut ca efectivele aliaților de pe frontul din Salonic să fie văduvite de aportul tuturor militarilor ruși. Plecarea unităților ruse a reprezentat pe de-o parte slăbirea puterii aliaților pe frontul din Salonic, iar pe de altă parte a îndepărtat primejdia diseminării ideilor revoluționare în rândul trupelor.
Lupta poporului sârb împotriva trupelor de ocupație ale Puterilor Centrale a avut o importanță specială. Pe teritoriul Serbiei au izbucnit frecvent răscoale împotriva forțelor străine și au fost formate unități de partizani, care au aplicat tactici de gherilă. Numărul total al celor care au participat activ la lupta împotriva ocupanților s-a ridicat la 13.000 de oameni. Partizanii nu dispuneau de armament modern, fiind incapabili să facă față atacului armatei regulate, dar au reușit să dezorganizeze spatele frontului inamic.
În anul 1917 a avut loc un eveniment cu o importanță majoră pentru Balcani. Guvernul sârb în exil pe insula Corfu a semnat declarația pentru formarea Iugoslaviei.

## Campania anului 1918

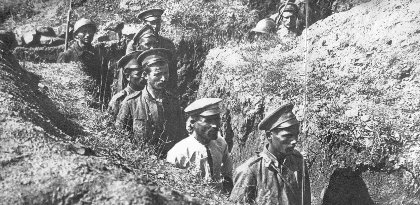
Soldați bulgari luați prizonieri după bătălia de la Skra di Legen, Macedonia

Situația militaro-politică din Balcani de la începutul anului 1918 s-a modificat în favoarea Antantei. Cu toate acestea, de la începutul anului 1917, calmul a fost stăpân pe întreaga lungime a frontului, iar acțiunile de luptă au fost de mică intensitate.
Comandamentul a început în 1918 să studieze posibilităție de organizare a unei ofensive pe frontul din Macedonia. Declanșarea ofensivei Ludendorff de pe frontul de vest din primăvara anului 1918 a dus la transferarea unor contingente germane numeroase de pe frontul din Macedonia în Franța. În aceste condiții, armata bulgară nu a organizat operațiuni ofensive. Comandamentul francez a ordonat comandantului aliat de pe frontul din Salonic, generalul Guillaumat, (care avea să fie înlocuit la un moment dat de Louis Franchet d'Esperey), să facă tot ce era posibil să împiedice transferul trupelor germane pe frontul de vest.
Soluția găsită a fost organizarea unui atac al forțelor elene în Tracia și a celor sârbe pe valea Vardarului. Până în cele din urmă, comandamentul francez a modificat acest plan, luând decizia organizării unei ofensive generale pe întreg frontul din Macedonia. Acest ultim plan a fost aprobat de responsabilii militari ai Antantei pe 3 august..

### Pregătirile pentru ofensivă
Forțele Antantei ocupau un front de 350 km. Acesta se întindea de la golful Orfano al Mării Egee, de-a lungul crestelor munților, până la Vlora, pe malul Mării Adriatice. Efectivele aliate erau formate din 29 de divizii (8 franceze, 4 britanice, 6 sârbe, una italiană și 10 elene), adică 667.000 de soldați și 2.070 de piese de artilerie.

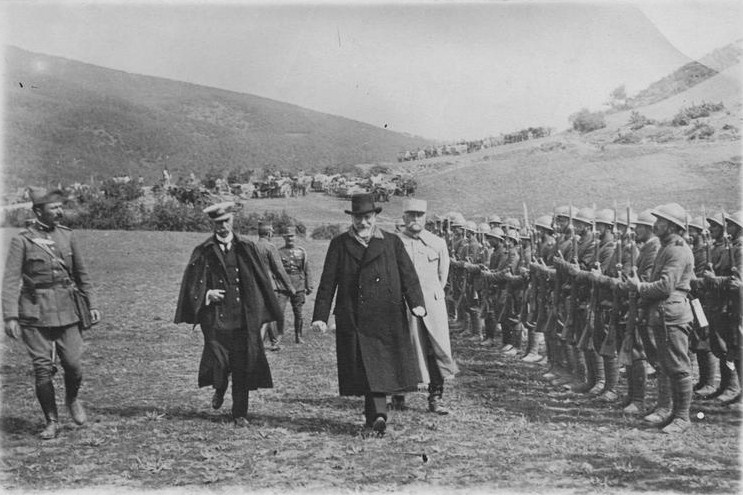
Premierul elen Venizelos trecând în revistă o unitate greacă de pe frontul din Salonic. El este însoțit de amiralul Pavlos Koundouriotis (stânga) și generalul Maurice Sarrail (dreapta)

Puterile Centrale de pe frontul din Salonic erau formate din 12 divizii bulgare, organizate în 3 armate: Armata a 11-a „germană” și Armata I și a II-a bulgară. Armata a 11-a „germană” era formată în marea majoritate din soldați bulgari, la care se adăuga un număr de batalioane germane, cu toții fiind echipați cu armament german.
La sfârșitul lunii mai, trupele elene sprijinite de cele franceze au declanșat un atac în regiunea cursului râului Skra, atac încununat de succes. Această victorie a întărit convingerea conducătorilor militari ai Antantei că armata Greciei și-a desăvârșit procesul de reorganizare și poate participa la orice acțiune militară.
Pregătirile armatelor aliate pentru ofensiva generală au început în august 1918. Comandamentul aliat și-a propus să spargă frontul bulgarilor printr-un atac de-a lungul răului Cerna. De asemenea, planul aliat prevedea și atacuri pe direcțiile orașului Bitola, de-a lungul văii râului Vardar și un atac asupra pozițiilor fortificate bulgare din jurul lacului Dojran. Pe flancul drept urma să intre în acțiune diviziile elene, care aveau ca principal obiectiv oprirea transferului efectivelor bulgare ale Armatei a 2-a spre sectoarele de front în care se desfășura atacul principal.
Unitățile sârbe și elene urmau să aibă rolul principal în atacul planificat, iar cele franceze și britanice trebuiau să le asigure tot sprijinul necesar.

### Declanșarea ofensivei generale a trupelor aliate

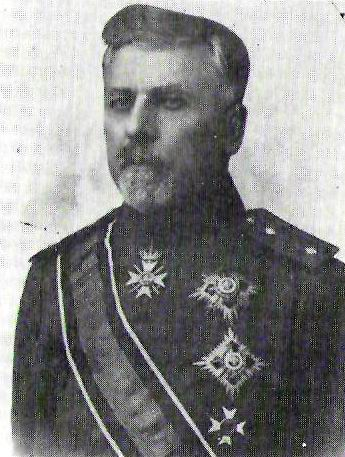
Generalul Vazov, comandantul trupelor bulgare din regiunea lacului Dojran

Operațiunile militare aliate au început în dimineața zilei de 14 septembrie printr-o puternică pregătire de artilerie. După încheierea bombardamentului asupra pozițiilor bulgare, armatele aliate au trecut la atac. În dimineața zilei de 15 septembrie, două divizii franceze și una sârbă au atacat pozițiile Diviziilor a 2-a și a 3-a bulgare de pe înălțimile Vetrenik și Dobro Pole. În seara aceleiași zile, frontul bulgar a fost rupt pe o distanță de 15 km. Aliații au capturat 3.000 de prizonieri bulgari și 50 de piese de artilerie. După acest succes, a urmat atacul a cinci divizii sârbe. Au avut loc o serie de lupte violente între bulgari și sârbi pentru controlul mai multor înălțimi muntoase, dar sârbii au reușit să-și atingă toate obiectivele propuse.
Trupele franco-elene au cucerit pozițiile bulgarilor de pe muntele Dzena. Bulgarii de sub comanda generalului Vazov au reușit să reziste doar în regiunea lacului Dojran. Până la urmă, pe 18 septembrie, breșa din frontul bulgarilor a ajuns la 25 km lățime și o adâncime de 15 km. Trupele aliate au reușit să pătrundă pe văile râurilor Vardar și Struma. La ofensivă au luat parte activ și cavaleria și aviația.
Pe 20 septembrie, breșa din frontul bulgar ajunsese la 45 km lungime și 40 km lățime. Germanii au înțeles situația grea în care se aflau bulgarii și au încercat să le ușureze situația printr-un atac în regiunea Niș din Serbia. Pe 21 septembrie, sârbii, după ce au străpuns liniile bulgare, au atins cursul râului Vardar, reușind să rupă legătura dintre Armata 2-a și Armata a 11-a bulgare.
Pe 26 septembrie, sârbii au ocupat orașul Veles și trupele engleze au intrat în Bulgaria, amenințând să atace Sofia. Armata bulgară a fost nevoită să se retragă pe întreaga linie a frontului. În cele mai multe cazuri, trupele bulgare au fost obligate să se retragă în mare grabă, abandonând mii de răniți, piese de artilerie, convoaie cu provizii și diferite echipamente militare. Frontul bulgarilor a fost fragmentat puternic, iar situația Armatei a 11-a a ajuns să fie critică. Comandanții Armatei a 11-a bulgaro-germane au dat ordinele de retragere cu întârziere, ceea ce a permis Aliaților să o izoleze de restul trupelor bulgare. Pe 29 septembrie, sârbii au cucerit orașul Štip, iar francezii au desăvârșit încercuirea Armatei a 11-a.
În aceeași zi a fost semnat armistițiul dintre Antantă și Bulgaria. Subunitățile Armatei a 11-a care nu au aflat de semnarea armistițiului au continuat să lupte până pe 30 septembrie. Trupele victorioase au cucerit aproximativ 500 de piese de artilerie, 10.000 de cai și o cantitate uriașă de provizii.

### Capitularea Bulgariei
În această perioadă, armata bulgară a fost răvășită de rebeliuni, iar guvernul de la Sofia a încercat să restabilească ordinea prin măsuri de forță. Pe 28 septembrie, aproximativ 30.000 de soldați au refuzat să lupte. Guvernul de la Sofia, dată fiind situația disperată în care se afla armata, a făcut tot ce i-a stat în putință să grăbească procesul de negociere pentru semnarea unui armistițiu.
Armistițiul dintre Antantă și Bulgaria a fost semnat pe 29 septembrie 1918 la Salonic.
Termenii acestui armistițiu prevedeau retragerea imediată a trupelor bulgare din Serbia și Grecia, demobilizarea armatei bulgare după retragerea în țară (cu excepția unor unități de infanterie și cavalerie necesare păstrării ordinii în țară) și dreptul de liber tranzit al trupelor aliate pe teritoriul Bulgariei.

### Încheierea luptelor în Balcani
Ca urmare a capitulării Bulgariei, trupele Antantei aveau cale liberă spre România, amenințând armatele Puterilor Centrale aflate în regiune. De asemenea, Aliații aveau deschisă calea pentru invadarea teritoriului Austro-Ungariei.
Trupele sârbe au continuat lupta pentru eliberarea teritoriului țării. Pe 12 octombrie, armata sârbă a eliberat Nișul, iar pe 1 noiembrie a intrat triumfal în Belgrad.
Două divizii aliate (una franceză și una britanică) s-au îndreptat spre Dunăre, pregătindu-se pentru traversarea fluviului pe la Ruse și Sviștov. România fusese obligată prin Tratatul de la Buftea-București cu Puterile Centrale să iasă din război și să-și demobilizeze armata. La data de 27 octombrie/9 noiembrie, cu două zile înainte de semnarea armistițiului de la Compiègne, Ferdinand a decretat mobilizarea generală iar guvernul a dat un ultimatum trupelor germane pentru părăsirea României  și a declarat război Imperiului German a doua zi, la data de 10 noiembrie stil nou.
Trupele Antantei au declanșat operațiuni ofensive și spre granițele Turciei, amenințând să cucerească Istanbulul. Pe 11 noiembrie 1918, în condițiile în care fusese părăsită de toți foștii aliați, Germania a fost obligată să ceară la rândul ei armistițiul. Acest act a marcat sfârșitul Primului Război Mondial.

## Urmările Primului Război Mondial în Balcani
Primul Război Mondial a fost un eveniment care a provocat urmări majore pentru toate statele din Peninsula Balcanică.

### Austro-Ungaria

Dezintegrarea Austro-Ungariei după primul război mondial

După eliberarea teritoriului Serbiei, trupele Antantei s-au pregătit pentru invadarea Austro-Ungariei. În aceste condiții, guvernul de la Viena a cerut Aliaților pe 27 octombrie să accepte începerea negocierilor separate de pace. Pe 29 octombrie, austriecii au acceptat toate condițiile de pace impuse de Antantă. Acest eveniment a declanșat procesul de dizolvare a Puterilor Centrale.
În același timp, pacea a declanșat colapsul Imperiului Austro-Ungar. În teritoriile din sud ale imperiului, teritorii populate de slavi, Adunarea Națională a Sârbilor, Croaților și Slovenilor de la Zagreb a proclamat crearea Statului Slovenilor, Croaților și Sârbilor.

### Albania
În ciuda faptului că Albania și-a proclamat neutralitatea, trupele elene au intrat în țară în 1914. La începutul anului 1915, pe teritoriul Albaniei au intrat și trupele sârbo-muntenegrene. După formarea frontului din Macedonia, în Albania au debarcat și forțele italiene. De-a lungul întregului război, trupele italiene au luptat împotriva austriecilor pe teritoriul Albaniei. În 1915, țările Antantei și Italia au semnat o convenție secretă care prevedea lichidarea Albaniei independente. Această convenție reglementa divizarea Albaniei după terminarea războiului. Partea de nord urma să fie incorporată în Serbia și Muntenegru, partea de sud urma să fie ocupată de Grecia, iar partea centrală urma să devină protectorat italian. După încheierea războiului mondial, poporul albanez a declanșat lupta împotriva armatelor străine de ocupație. Independența țării a fost restaurată în 1920 și, după doi ani, trupele italiene și iugoslave au fost definitiv alungate din țară.

### Bulgaria

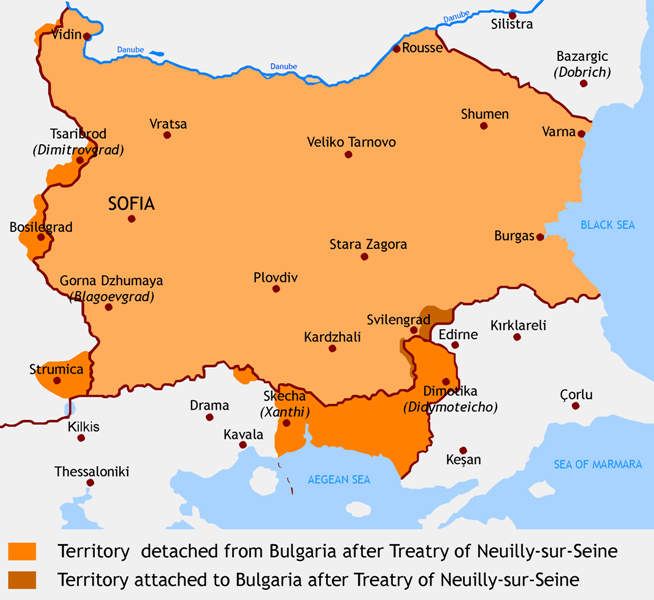
Bulgaria după Tratatul de la Neuilly-sur-Seine

Ofensivele Aliaților din toamna anului 1918 și în particular cea de pe frontul din Salonic au avut consecințe politice și strategice extrem de importante, ducând la ieșirea din război a Bulgariei și capitularea Turciei, care a intervenit ceva mai târziu. Regele Bulgariei, Ferdinand I, a fugit din țară. După semnarea armistițiului cu Antanta, Bulgaria a fost prima țară a Puterilor Centrale care a ieșit din război.
Pe 27 noiembrie 1919 a fost semnat Tratatul de pace de la Neuilly sur Seine. Bulgaria a pierdut aproximativ 11.000 km2. Regatul Iugoslaviei a ocupat regiunile orașelor Țaribdor, Strumica, Bosilegrad ș.a. Cadrilaterul a fost reocupat de România. Tracia Apuseană a intrat în componența Greciei, iar Bulgaria a pierdut accesul la Marea Egee. Bulgaria a fost obligată să-și reducă forțele armate la maximum 20.000 de oameni, iar flota la maxim 10 nave de război. Bulgaria a fost obligată să plătească despăgubiri de război: 2,25 milioane de franci-aur, timp de 37 de ani. De asemenea, Bulgaria a fost obligată să transfere în Grecia și Iugoslavia o mare cantitate de mărfuri sub formă de reparații de război.
Înfrângerea din Primul Război Mondial a dus la dezvoltarea în Bulgaria a ideilor revanșarde. Ca urmare, Bulgaria avea să se alăture Puterilor Axei în timpul celui de Al Doilea Război Mondial.

### Grecia
Lupta de eliberare a grecilor s-a declanșat in 1821, cu ocazia rebeliunii lui Ali pașa.

Expansiunea teritorială a Greciei după 1832

Grecia a intrat în război în 1917 de partea Aliaților, conștientă de câștigurile teritoriale pe care le-ar fi avut în tabăra învingătorilor. Teritoriul Greciei a fost afectat în mică parte de lupte. Ostilitățile pe teritoriul elen începuseră încă din 1916, când, în ciuda neutralității proclamate de guvernul de la Atena, grecii au permis bulgarilor să ocupe mai multe regiuni de graniță. Temându-se de sentimentele progermane ale armatei și chiar și ale populației, Antanta a întreprins o serie de măsuri menite să forțeze Grecia să se alăture Aliaților și acțiunile Aliaților au dus la rezultatul dorit: Atena a declarat război Puterilor Centrale. După încetarea ostilităților, Grecia s-a retras din Tracia Apuseană și Răsăriteană.
După victoria din războiul cu Turcia (Vezi și: Tratatul de la Sèvres), grecii au fost animați de ideea „Greciei Mari”. Grecii ciprioți s-au bucurat de sprijinul guvernului de la Atena în tentativele lor de unire a insulei cu Grecia. Disensiunile cu Turcia au dus însă în cele din urmă la izbucnirea războiului greco-turc din 1919 – 1920, în care Grecia a fost învinsă. Tratatul de pace de la Sèvres a fost revizuit prin semnarea tratatului de pace de la Lausanne. Visurile elenilor de creare a „Greciei Mari”, de ocupare a Istanbulului și a strâmtorilor Bosfor și Dardanele s-au prăbușit. După semnarea tratatului de pace dintre Grecia și Turcia, cele două țări au căzut de acord să efectueze un schimb de populație în 1923.

### România

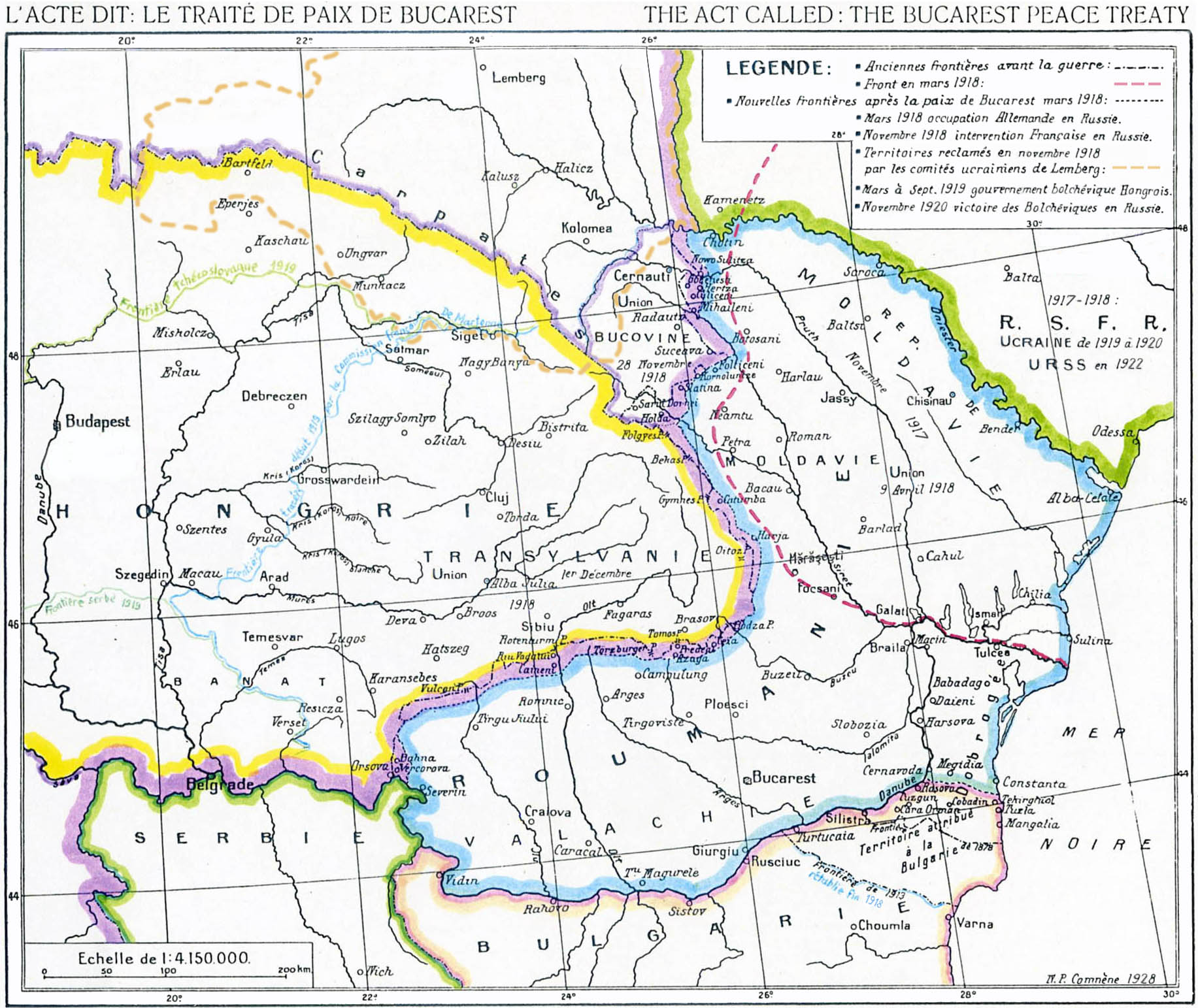
România după Tratatul de pace de la Buftea-București, 1918

După semnarea Tratatului de la Brest-Litovsk, România a fost forțată să ceară pacea și să semneze un tratat de pace dezavantajos cu Puterile Centrale. Astfel, România a pierdut regiuni de graniță foarte importante din punct de vedere strategic sau economic. România a pierdut 18.000 km2 de-a lungul graniței cu Austro-Ungaria, Cadrilaterul și o parte a Dobrogei la sud de calea ferată București – Constanța. În plus, Bulgaria putea să exploateze toată Dobrogea până la sfârșitul războiului. Teritoriul României care era deja ocupat de Puterile Centrale (Muntenia și alte regiuni mai mici) rămânea sub controlul cuceritorilor până la sfârșitul războiului. Corpul expediționar francez nu era obligat să părăsească țara, dar nu avea permisiunea să iasă din România. De asemenea, România a fost obligată să accepte tranzitul trupelor Puterilor Centrale.
La data de 27 octombrie (stil vechi) / 9 noiembrie (stil nou), România a declarat remobilizarea armatei și a reintrat în război de partea Antantei, practic în al doisprezecelea ceas. Victoria Antantei la sfârșitul războiului a adus României desăvârșirea unității naționale: unirea Basarabiei, Bucovinei, Banatului și Transilvaniei cu România. De asemenea, România a recâștigat controlul asupra Cadrilaterului.

### Serbia
Încă din 1917, s-a semnat în insula Corfu o înțelegere între guvernul Serbiei și Comitetul Iugoslav cu privire la asocierea Serbiei, Muntenegrului și teritoriilor austro-ungare locuite de slavii sudici pentru formarea unui nou stat independent — Regatul Iugoslaviei. Noul regat avea să fie un stat în care să fie asigurată egalitatea națiunilor constituente: sârbii, croații și slovenii. Șeful noului stat urma să fie regele Serbiei, membru al dinastiei Karađorđević.
În octombrie 1918, forțele sârbe au rupt frontul bulgarilor și au reușit să elibereze teritoriul național de sub ocupația forțelor Puterilor Centrale. În același timp, în Zagreb a fost proclamat Statul slovenilor, croaților și sârbilor. Pe 26 noiembrie, la Srem în Voivodina, a fost proclamată unirea Muntenegrului cu Serbia.
La 1 decembrie 1918, la Belgrad a fost proclamată unirea Regatului Serbiei cu Statul Sârbilor, Croaților și Slovenilor în cadrul Regatul Sârbilor, Croaților și Slovenilor. În 1929, Regatul Sârbilor, Croaților și Slovenilor a primit numele de Regatul Iugoslaviei.

### Muntenegru
Regatul Muntenegrului a fost obligat să înceteze operațiunile militare în 1916, când trupele austro-ungare au ocupat în totalitate teritoriul țării. În ianuarie 1916, după ce austro-ungarii au ocupat capitala Cetinje, delegațiile muntenegreană și austro-ungară au negociat capitularea armatei muntenegrene. Muntenegrenii au fost obligați să accepte condiții de pace grele. Regele Nikola I al Muntenegrului a semnat decretul de demobilizare a armatei și a fugit în Italia. Aproximativ 3.000 de oameni, ultimele trupe muntenegrene, au fost luați prizonieri de către austro-ungari.
Muntenegru s-a angajat prin Declarația din Corfu să devină parte a Regatului Iugoslaviei. Pe 26 noiembrie 1918, după eliberarea țării de sub ocupația austro-ungară, Muntenegru a devenit oficial parte a Serbiei. Regele Nikola I a mai continuat câțiva ani să se opună cu arma în mână unirii cu Serbia, încercând să restaureze independența țării.

### Pierderile umane și materiale
Serbia a fost țara care a suferit cele mai multe pierderi și distrugeri în timpul luptelor din Balcani. Țara a fost devastată iar economia a intrat în declin. Luptele de pe frontul din Balcani s-au dus pe teritoriile Muntenegrului, Greciei, Bulgariei și Albaniei.
Suferințele sârbilor au început încă din toamna anului 1914. Din cauza faptului că toți bărbații în putere erau în armată, semănăturile de toamnă au fost întârziate, sau nu au fost făcute. A urmat criza de alimente. Prețul pâinii a crescut exponențial la oraș. Situația s-a înrăutățit și a provocat un val de refugiați. Economia Serbiei a fost distrusă aproape în totalitate. Activitatea industrială din țară a scăzut aproape la jumătate. Muntenegru se afla într-o situație similară.
Autoritățile bulgare speraseră că Serbia urma să fie învinsă rapid. După deschiderea frontului din Salonic, economia bulgară a fost supusă unor presiuni mari. La început, datorită ajutorului important din partea Germaniei, economia bulgară a avut puțin de suferit. Bulgaria nu a fost însă capabilă să suporte din punct de vedere economic un război de durată. În 1918, țara era secătuită, iar populația, ajunsă în pragul sărăciei de pe urma unui îndelungat război de uzură, dorea pacea. Au avut loc două tentative de lovitură de stat, partidele de stânga au devenit tot mai populare, printre cele care au câștigat noi aderenți și simpatizanți în principal prin propaganda antirăzboinică fiind Uniunea Națională Agrară Bulgară și Partidul Comunist Bulgar.
După război, Bulgaria a fost obligată să plătească despăgubiri de război în bani și mărfuri.
Primul Război Mondial a provocat pierderi uriașe tuturor statelor din Balcani. De exemplu, pierderile totale ale sârbilor s-au cifrat la 6 miliarde franci francezi.

### Refugiații și atrocitățile împotriva civililor

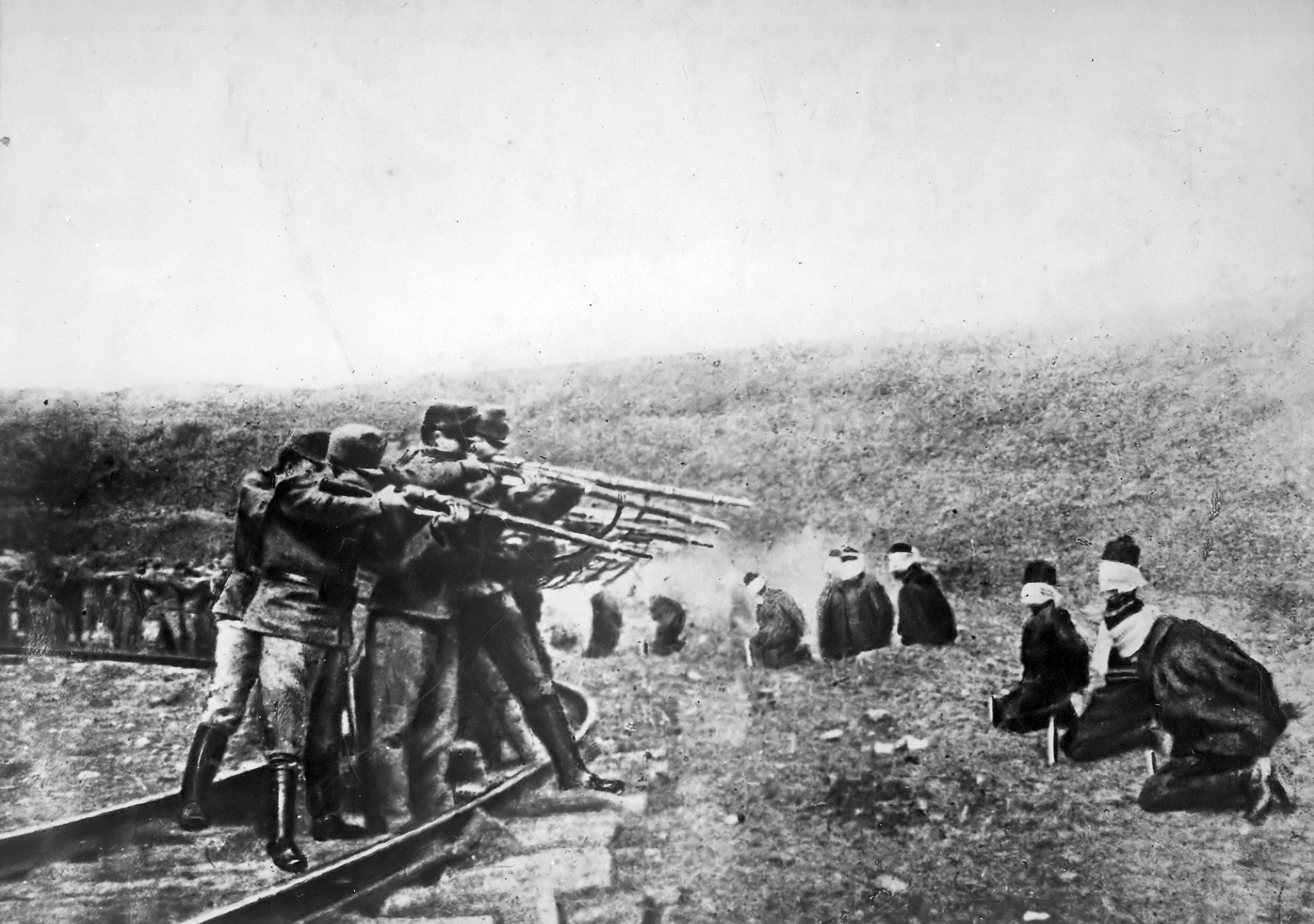
Soldați austrieci împușcând prizonieri sârbi

Războiul din Balcani a produs cele mai grele pierderi umane Serbiei și Muntenegrului.
În timpul luptelor, sute de mii de civili au fost uciși, au plecat în refugiu sau și-au pierdut averea. Primele crime împotriva civililor au apărut în timpul ofensivei austriece în Serbia din august 1914. Soldații austro-ungari s-au dedat la jafuri și violențe împotriva civililor sârbi.
După declanșarea ofensivei austro-germane din toamna anului 1915, civilii sârbi s-au retras odată cu armata, temându-se de cruzimea ocupantului, cruzime dovedită cu un an în urmă. Primii care și-au părăsit casele au fost locuitorii capitalei Belgrad, urmați de cei din orașele mai mici și din sate. Coloanele în retragere ale armatei sârbe s-au amestecat cu coloanele de refugiați. Aproximativ 250.000 de oameni s-au retras odată cu armata în condiții foarte grele, urmăriți îndeaproape de avangărzile austro-germane. Refugiații au suferit de foame, tifos, sau au murit în timpul bombardamentelor de artilerie și atacurilor aeriene.
Prin comparație cu trupele germane și austriece, bulgarii au evitat folosirea armelor împotriva civililor. Un jurnalist german prezent la ofensivă avea să scrie: „Sângele arhiducelui Franz Ferdinand, care a murit ca un martir, va fi spălat cu râuri de sânge sârbesc. Suntem martorii evenimentului solemn al unei pedepse istorice. În șanțuri, de-a lungul drumurilor și pe pârloage, peste tot putem vedea cadavrele împrăștiate pe pământ, îmbrăcate în straie de țărani sau în uniforme militare. Aici zac chipurile crispate ale femeilor și copiilor. Au fost uciși, sau au pierit de foame sau de tifos? Probabil nu este prima zi în care zac aici, deoarece chipurile lor sunt deja desfigurate de mușcăturilor animalelor sălbatice de pradă, iar ochii le-au fost ciuguliți demult de ciori”.
Antanta a reușit să evacueze aproximativ 150.000 de civili sârbi pe insula Corfu. Chiar și aici, refugiații au continuat să moară de boli sau de foame, la sfârșitul războiului existând 10.000 de orfani.
Partizanii sârbi și muntenegreni au dus o luptă neîntreruptă cu trupele de ocupație. Civilii rămași în țară s-au răsculat în mai multe rânduri împotriva forțelor străine. Odată cu reluarea ofensivei aliate împotriva forțelor Puterilor Centrale, civilii sârbi au luat parte activă la lupta pentru alungarea inamicului de pe pământul țării.
În anul 1916, trupele de gherilă albaneze (aliate cu Puterile Centrale) conduse de tâlharul Sali Butka (considerat de albanezi drept erou național, însă de aromâni drept un criminal de război și tâlhar) au asediat și au ras de pe fața pământului localitatea (pe atunci oraș) Moscopole, locuită într-o proporție covârșitoare de aromâni. Ca urmare a acestui asediu, mii de aromâni au fost masacrați în mod brutal de trupele albaneze conduse de teroristul Sali Butka, iar alte câteva sute de aromâni au fost siliți să părăsească orașul.

### Rebeliunile soldaților și dezertările
După izbucnirea războiului, în rândurile armatei austriece din Balcani au avut loc dezertări dese. În timpul campaniei din 1914, 35.000 de soldați slavi (sârbi, croați, cehi, sloveni, slovaci) dar nu numai, au dezertat din armata austro-ungară. Un mare număr dintre aceștia au ajuns să lupte în rândurile trupelor sârbe și mai apoi au luptat împotriva forțelor Puterilor Centrale. Această problemă a existat însă și în rândurile armatei sârbe. Macedonenii, care au fost obligați să lupte de partea sârbilor, considerau că războiul îi privește în primul rând pe aceștia din urmă și au încercat să scape de recrutarea obligatorie, iar odată mobilizați, au preferat să dezerteze sau să se predea. Datorită acestui fapt, comandamentul sârb a încercat să-i trimită pe macedoneni în zonele din spatele frontului.
După formarea frontului din Salonic, s-a manifestat fenomenul fraternizării între soldații ruși (Antanta) și bulgari (Puterile Centrale). În rândurile soldaților Corpului expediționar francez s-au manifestat mișcări de protest în 1917. Ca urmare a înfrângerii suferite de francezi pe frontul de vest în cadrul Ofensivei Nivelle, soldații francezi de pe frontul din Balcani au cerut cu insistență încetarea războiului. Comandamentul forțelor franceze din Balcani a înăbușit orice mișcare revoluționară sau pacifistă din rândul trupelor din subordinea sa.
Cea mai importantă rebeliune a soldaților de pe frontul din Balcani a fost cea militarilor bulgari, care a dus de fapt la sfârșitul luptelor pe acest front. Soldații bulgari, epuizați de un război lung de uzură, s-au răsculat și au cerut semnarea unui armistițiu. Pe 28 septembrie 1918, se răsculaseră aproximativ 30.000 de militari. O parte a rebelilor au pornit în marș spre Sofia, provocând panică și haos în capitala țării. Pentru oprirea acestei mișcări, guvernul bulgar a fost ajutat de aliații germani prin trimiterea Diviziei a 217-a de infanterie. Împreună, militarii loiali guvernului bulgar și cei germani au reușit să pună capăt rebeliunii. Cu toate acestea, situația Bulgariei a rămas critică și, în aceeași zi, Sofia a fost obligat să înceapă tratativele de pace.

### Pierderi
În campania din Balcani, Serbia a suferit cele mai mari pierderi. Pierderile totale (militare și civile) s-au ridicat la 1,5 milioane de oameni, reprezentând 33 % din populație (sau 60 % din populația de sex masculin) dintre care pierderile militare s-au ridicat la 402.435 de persoane. Pierderi din Muntenegru s-au ridicat la 15.000 de morți, răniți sau capturați. Numărul total al pierderilor (civile și militare) suferite de Muntenegru a fost 35.000 de oameni. Forțele britanice expediționare au pierdut aproximativ 5.000 de morți în Balcani.
Bulgaria a pierdut 87.500 de oameni uciși, răniți și prizonieri, armata austro-ungară a pierdut în campania din Balcani, aproximativ 295.000 de persoane. Armata greacă a ucis aproximativ 9.000 de persoane.

## În cultura populară

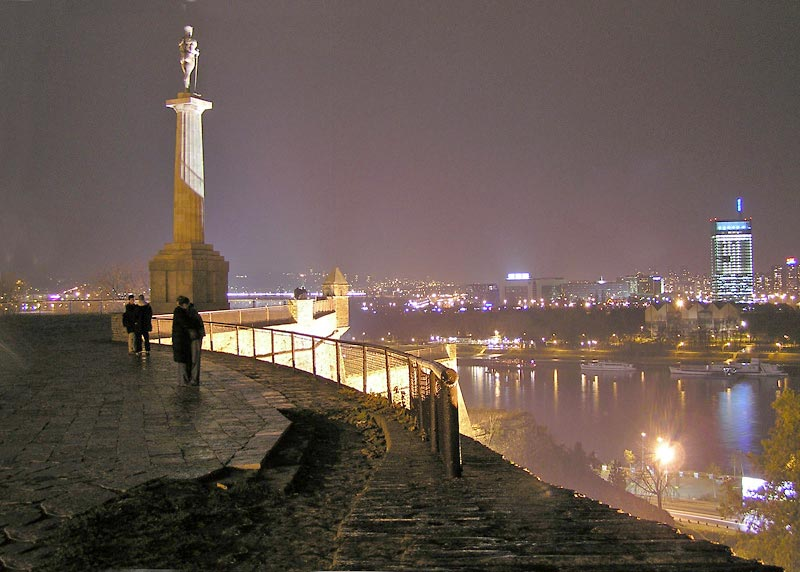
Monumentul „Victorie” dedicat în onoarea victoriei de pe Frontul din Salonic. Belgrad

Primele lucrări consacrate Primului Război Mondial în Balcani, au început să apară imediat după izbucnirea ostilităților. Printre acestea se numără un poem publicat în ziarul „Slovenul” din Ljubljana la 27 iulie 1914 scris de către naționalistul sloven Marco Natlachena, intitulat „Srbe na vrbe!” (în română Spânzurați sârbii cu salcie!) în semn de răzbunare pentru asasinarea arhiducelui Ferdinand.
De la începutul războiului cunoscutul Jock Bogdanovici din Belgrad a început să filmeze primele operațiuni din Balcani, iar împreună cu fotograful rus Samson Chernov au filmat lupta de la Sirmia și lupta pentru Zemun, în septembrie 1914. Cu toate acestea, după ce teritoriul Serbiei a fost ocupat, studioul de filmare a încetat complet să mai funcționeze. Întreaga epopee a sârbilor între 1915-1916 a fost acoperită de un scurt metraj, filmată de cameramani străini.

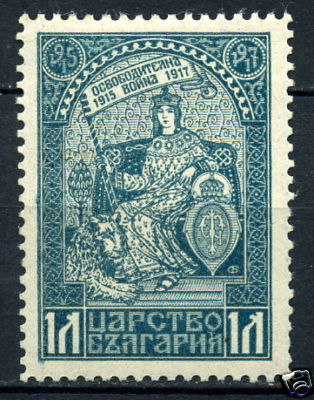
Timbru poștal bulgăresc, dedicat pentru participarea Bulgariei în Primul Război Mondial

În 2009, regizorul sârb Srdjan Dragoevici a regizat filmul „Sf. Gheorghe doborând balaurul”. Acest film a devenit unul din cele mai costisitoare filme produse în Serbia cu un buget de aproximativ 5 milioane de euro. Acțiunea filmului se desfășoară într-un sat sârb în perioada cuprinsă între primul război balcanic și Primul Război Mondial.
După retragerea armatei sârbe în 1915 și ocupația de către trupele Puterilor Centrale în Serbia, un cântec a devenit foarte popular, cunoscut cu numele „Tamo daleko” (în română Acolo, departe). În cântec, soldații sârbi cântă despre satul lor distrus, biserica unde s-au însurat, și retragerea dureroasă în care și-au pierdut mulți camarazi. Ulterior, cântecul a devenit foarte cunoscut în Serbia, mai ales pentru emigranții sârbi care au fugit din țară după al Doilea Război Mondial.
În Bulgaria, Primul Război Mondial a fost văzută ca războiul de eliberare, deoarece se credea că armata bulgară se lupta pentru teritoriul bulgar istoric și este casă pentru mulți bulgari. După ce Vardar Macedonia a fost ocupată de trupele bulgare în 1915, guvernul bulgar a impus bulgarizarea în rândul populației locale. Pentru acest scop, au fost implicate figurile literare din Bulgaria. În 1916, celebrul poet bulgar Ivan Vazov a publicat o colecție de poezii intitulată „Cântece de Macedonia”. Autoritățile bulgare au folosit aceste versuri ca un mijloc de luptă ideologică împotriva sârbilor. Cu toate acestea, operele lui Vazov au fost ulterior condamnate.